# Liste des espèces du genre Mimosa

Cet article présente la liste des espèces du genre Mimosa. Le genre Mimosa comporte environ 400 espèces.

## Liste d'espèces
Selon BioLib (12 mars 2020) :
- Mimosa aculeaticarpa Ortega
- Mimosa albida Humb. & Bonpl. ex Willd.
- Mimosa arenosa (Willd.) Poir.
- Mimosa asperata L.
- Mimosa borealis A.Gray
- Mimosa casta L.
- Mimosa ceratonia L.
- Mimosa delicatula Baill.
- Mimosa diplotricha C. Wright
- Mimosa distachya Cav.
- Mimosa dysocarpa Benth.
- Mimosa emoryana Benth.
- Mimosa grahamii A.Gray
- Mimosa hystricina (Small ex Britt. & Rose) B.L. Turner
- Mimosa invisa Mart. ex Colla
- Mimosa latidens (Small) B.L. Turner
- Mimosa malacophylla A.Gray
- Mimosa microphylla Dry.
- Mimosa nuttallii (DC.) B.L. Turner
- Mimosa pellita Kunth ex Willd.
- Mimosa pigra L.
- Mimosa pudica L.
- Mimosa quadrivalvis L.
- Mimosa roemeriana Scheele
- Mimosa rupertiana B.L. Turner
- Mimosa schomburgkii Benth.
- Mimosa spegazzinii Pirotta ex Hook. f.,
- Mimosa strigillosa Torr. & A.Gray
- Mimosa texana (Gray) Small
- Mimosa turneri Barneby

Selon Catalogue of Life (12 mars 2020) :
- Mimosa acantholoba (Willd.) Poir.
- Mimosa acapulcensis Robinson
- Mimosa acerba Benth.
- Mimosa aculeaticarpa Ortega
- Mimosa acutistipula Benth.
- Mimosa adenantheroides (M.Martens & Galeotti) Benth.
- Mimosa adenocarpa Benth.
- Mimosa adenophylla Taub.
- Mimosa adenotricha Benth.
- Mimosa adversa Benth.
- Mimosa aemula Spreng.
- Mimosa affinis Robinson
- Mimosa albida Willd.
- Mimosa albolanata Taub.
- Mimosa alleniana Morong
- Mimosa altoparanensis Burkart
- Mimosa amambayensis Hassl.
- Mimosa amphigena Burkart
- Mimosa andina Benth.
- Mimosa andreana Britton & Killip
- Mimosa andringitrensis R.Vig.
- Mimosa angusta Benth.
- Mimosa angustisiliqua Gamble
- Mimosa annularis Benth.
- Mimosa antioquensis Rudd
- Mimosa antrorsa Benth.
- Mimosa aparadensis Burkart
- Mimosa apleura Urb.
- Mimosa apodocarpa Benth.
- Mimosa arcuata M.Martens & Galeotti
- Mimosa arenosa (Willd.) Poir.
- Mimosa argentinensis Burkart
- Mimosa argillicola Hassl.
- Mimosa argillotropha Robinson
- Mimosa artemisiana Heringer & Paula
- Mimosa aspera M.E.Jones
- Mimosa asperata L.
- Mimosa asperrima Benth.
- Mimosa aureliana Barneby & Fortunato
- Mimosa auriculata Benth.
- Mimosa aurivillus Mart.
- Mimosa axillaris Benth.
- Mimosa azuensis Britton & Rose
- Mimosa bahamensis Benth.
- Mimosa balansae Micheli
- Mimosa balduinii Burkart
- Mimosa barberi Gamble
- Mimosa barrancana Gentry
- Mimosa barretoi Hoehne
- Mimosa benthamii J.F.Macbr.
- Mimosa berroi Burkart
- Mimosa bifurca Benth.
- Mimosa bijuga Benth.
- Mimosa bimucronata (DC.) Kuntze
- Mimosa blanchetii Benth.
- Mimosa boliviana Benth.
- Mimosa bonplandii Benth.
- Mimosa borboremae Harms
- Mimosa borealis A.Gray
- Mimosa botucatuana Hoehne
- Mimosa brachycarpa Benth.
- Mimosa brachystachya Taub.
- Mimosa bracteolaris Benth.
- Mimosa brandegeei Robinson
- Mimosa brevipes Benth.
- Mimosa brevipetiolata Burkart
- Mimosa brevipinna Benth.
- Mimosa brevispica Harms
- Mimosa brevispicata Britton & Rose
- Mimosa buchii Urb.
- Mimosa burchellii Benth.
- Mimosa burkartii Marchesi
- Mimosa busseana Harms
- Mimosa caduca Poir.
- Mimosa caerulea Rose
- Mimosa caesalpiniifolia Benth.
- Mimosa cafesiana Rojas
- Mimosa cainguensis Burkart
- Mimosa calcicola Robinson
- Mimosa calliandroides Hoehne
- Mimosa callithrix Malme
- Mimosa callosa Benth.
- Mimosa calocephala Mart.
- Mimosa calodendron Mart.
- Mimosa calothamnus Mart.
- Mimosa calycina Benth.
- Mimosa campicola Harms
- Mimosa camporum Benth.
- Mimosa canahuensis Standl. & Steyerm.
- Mimosa candelabrum Hassl.
- Mimosa capillipes Benth.
- Mimosa capuronii Villiers
- Mimosa carbonalis A.R.Molina
- Mimosa carvalhoi Barneby
- Mimosa casta L.
- Mimosa castanoclada Barneby & Fortunato
- Mimosa catalinae Leon
- Mimosa cataractae Ducke
- Mimosa catharinensis Burkart
- Mimosa caudero L.Cardenas
- Mimosa ceratonia L.
- Mimosa chacoensis Barneby & Fortunato
- Mimosa chaetocarpa Brandegee
- Mimosa chihuahuana Britton & Rose
- Mimosa chodatii Hassl.
- Mimosa chrysastra Benth.
- Mimosa ciliata Spreng.
- Mimosa claussenii Benth.
- Mimosa coelho-de-moraesii Pickel & Handro
- Mimosa coelocarpa Robinson
- Mimosa colombiana Britton & Killip
- Mimosa concinna Benth.
- Mimosa congestifolia Burkart
- Mimosa coniflora Burkart
- Mimosa cordistipula Benth.
- Mimosa cordobensis Ariza
- Mimosa coruscocaesia Barneby
- Mimosa corynadenia Britton & Rose
- Mimosa costenya McVaugh
- Mimosa cruenta Benth.
- Mimosa cuatrecasasii Rudd
- Mimosa cubatanensis Hoehne
- Mimosa cuzcoana J.F.Macbr.
- Mimosa cyclophylla Taub.
- Mimosa cylindracea Benth.
- Mimosa daleoides Benth.
- Mimosa dalyi Barneby
- Mimosa dasyphylla Baker
- Mimosa deamii Robinson
- Mimosa debilis Willd.
- Mimosa decurrens Duhamel
- Mimosa delicatula Baill.
- Mimosa densa Benth.
- Mimosa depauperata Benth.
- Mimosa desmodioides Benth.
- Mimosa detinens Benth.
- Mimosa dichoneuta J.F.Macbr.
- Mimosa dichroa G.P.Lewis
- Mimosa didyma Vell.
- Mimosa diffusa Benth.
- Mimosa digitata Benth.
- Mimosa dimidiata Benth.
- Mimosa diplotricha Sauvalle
- Mimosa disperma Barneby
- Mimosa distachya Cav.
- Mimosa distans Benth.
- Mimosa diversifolia Micheli
- Mimosa diversipila Micheli
- Mimosa dolens Vell.
- Mimosa domingensis (DC.) Benth.
- Mimosa dormiens Willd.
- Mimosa dryandroides Taub.
- Mimosa duckei Huber
- Mimosa dumetaria Villiers
- Mimosa dutrae Malme
- Mimosa dysocarpa A.Gray
- Mimosa echinocarpa Benth.
- Mimosa echinocaula Benth.
- Mimosa egregia Sandwith
- Mimosa ekmanii Urb.
- Mimosa elliptica Benth.
- Mimosa elongata Benth.
- Mimosa emoryana Benth.
- Mimosa endlichii Harms
- Mimosa ephedroides Benth.
- Mimosa eriocarpa Benth.
- Mimosa eriophylloides Hoehne
- Mimosa ernestii Harms
- Mimosa ervendbergii A.Gray
- Mimosa esmeraldae Britton & Killip
- Mimosa eurycarpa Robinson
- Mimosa exalbescens Barneby
- Mimosa extensa Benth.
- Mimosa extensissima Ducke
- Mimosa extranea Benth.
- Mimosa fachinalensis Burkart
- Mimosa fagaracantha Griseb.
- Mimosa farinosa Griseb.
- Mimosa farisii Britton & Rose
- Mimosa ferrisiae Britton & Rose
- Mimosa fiebrigii Hassl.
- Mimosa filiformis Benth.
- Mimosa filipes Mart.
- Mimosa filipetiola Burkart
- Mimosa flagellaris Benth.
- Mimosa flocculosa Burkart
- Mimosa foliolosa Benth.
- Mimosa formosana Taub.
- Mimosa fuertensis Britton & Rose
- Mimosa furfuracea Benth.
- Mimosa galeottii Benth.
- Mimosa gardneri Benth.
- Mimosa gemmulata Barneby
- Mimosa germana Standl. & L.O.Williams
- Mimosa glabra Benth.
- Mimosa glanduliseta Burkart
- Mimosa glaucescens Poir.
- Mimosa glaucula Barneby
- Mimosa glazioui Benth.
- Mimosa glutinosa Malme
- Mimosa goldmanii Robinson
- Mimosa goyazensis Benth.
- Mimosa gracilipes Kuntze
- Mimosa gracilis Benth.
- Mimosa grahamii A.Gray
- Mimosa graminiformis Chodat & Hassl.
- Mimosa grandidieri Baill.
- Mimosa grandistipula Herzog
- Mimosa gratissima Larranaga
- Mimosa guanacastensis Standl.
- Mimosa guaranitica Chodat & Hassl.
- Mimosa guatemalensis (Hook. & Arn.) Benth.
- Mimosa guilandinae (DC.) Barneby
- Mimosa guirocobensis Gentry
- Mimosa gymnoloma Benth.
- Mimosa haavoa Villiers
- Mimosa hadrocarpa A.R.Molina
- Mimosa hafomantsina Villiers
- Mimosa hamata Willd.
- Mimosa hapaloclada Malme
- Mimosa hassleriana Chodat
- Mimosa hebecarpa Benth.
- Mimosa herzogii J.F.Macbr.
- Mimosa heterocarpa C.Presl
- Mimosa heterotricha Burkart
- Mimosa hexandra Micheli
- Mimosa hildebrandtii Drake
- Mimosa himalayana Gamble
- Mimosa hirsuta Spreng.
- Mimosa hirsuticaulis Harms
- Mimosa hirsutissima Mart.
- Mimosa hirta Vell.
- Mimosa hoehneana Burkart
- Mimosa hondurana Britton & Rose
- Mimosa honesta Mart.
- Mimosa humifusa Benth.
- Mimosa hypoglauca Mart.
- Mimosa ikondensis Villiers
- Mimosa imbricata Benth.
- Mimosa implexa Benth.
- Mimosa inamoena Benth.
- Mimosa insidiosa Mart.
- Mimosa insidiosoides Hoehne
- Mimosa insignis (Hassl.) Barneby
- Mimosa intricata Benth.
- Mimosa invisa Colla
- Mimosa involucrata Benth.
- Mimosa ionema Robinson
- Mimosa iperoensis Hoehne
- Mimosa irrigua Barneby
- Mimosa irritabilis C.Presl
- Mimosa itatiaiensis Dusen
- Mimosa ixiamensis Rusby
- Mimosa jiramenensis H.Karst.
- Mimosa killipii Britton & Killip
- Mimosa kitrokala Villiers
- Mimosa kuhlmannii Hoehne
- Mimosa lacerata Rose
- Mimosa lactiflua Benth.
- Mimosa lanata Benth.
- Mimosa lanuginosa Burkart
- Mimosa lasiocarpa Benth.
- Mimosa lasiocephala Benth.
- Mimosa lasiophylla Benth.
- Mimosa latispinosa Lam.
- Mimosa lawranceana Britton & Killip
- Mimosa laxiflora Benth.
- Mimosa leiocarpa DC.
- Mimosa leiocephala Benth.
- Mimosa leonardii Rose & Leonard
- Mimosa lepidophora Rizzini
- Mimosa lepidorepens Burkart
- Mimosa lepidota Herzog
- Mimosa leprosa (Benth.) J.F.Macbr.
- Mimosa leptantha Benth.
- Mimosa leptocarpa Rose
- Mimosa leptorhachis Benth.
- Mimosa leucaenoides Benth.
- Mimosa levenensis Drake
- Mimosa lewisii Barneby
- Mimosa lindheimeri A.Gray
- Mimosa lingvatouana (Baill.) Villiers
- Mimosa longepedunculata Taub.
- Mimosa longepetiolata Malme
- Mimosa longicaulis Ducke
- Mimosa longicoma Britton & Rose
- Mimosa longipes Benth.
- Mimosa lorentzii Griseb.
- Mimosa loxensis Barneby
- Mimosa lucidula Benth.
- Mimosa luisana Brandegee
- Mimosa lundiana Benth.
- Mimosa lupinoides Chodat & Hassl.
- Mimosa lupulina Benth.
- Mimosa macedoana Burkart
- Mimosa macrocalyx Micheli
- Mimosa macrocephala Benth.
- Mimosa mahilakensis Villiers
- Mimosa mainaea Villiers
- Mimosa malacocarpa (Robinson) Britton & Rose
- Mimosa malacophylla A.Gray
- Mimosa mansii Mart.
- Mimosa maracayuensis Chodat & Hassl.
- Mimosa margaritae Britton & Rose
- Mimosa martindelcampoi Medrano
- Mimosa maxonii Standl.
- Mimosa mazatlana M.E.Jones
- Mimosa medioxima Barneby
- Mimosa melanocarpa Benth.
- Mimosa mellii Britton & Rose
- Mimosa menabeensis R.Vig.
- Mimosa mensicola Barneby
- Mimosa meticulosa Mart.
- Mimosa micheliana Robinson
- Mimosa micracantha Benth.
- Mimosa microcarpa Benth.
- Mimosa microcephala Willd.
- Mimosa micropteris Benth.
- Mimosa millefoliata Scheele
- Mimosa minima Burkart
- Mimosa minutifolia Robinson & Greenm.
- Mimosa miranda Barneby
- Mimosa misera Benth.
- Mimosa moaensis Britton & Rose
- Mimosa modesta Mart.
- Mimosa mogolensis Burkart
- Mimosa mollis Benth.
- Mimosa monancistra Benth.
- Mimosa montana Kunth
- Mimosa monticola Dusen
- Mimosa moreliensis (Britton & Rose) Bullock
- Mimosa mornicola Urb.
- Mimosa morongii Britton
- Mimosa morroensis Barneby
- Mimosa mossambicensis Brenan
- Mimosa mucronulata Dum.Cours.
- Mimosa multipinna Benth.
- Mimosa multiplex Benth.
- Mimosa myriacantha Baker
- Mimosa myriadena (Benth.) Benth.
- Mimosa myriocephala Baker
- Mimosa myriophylla Benth.
- Mimosa nanchititlana R.Grether & Barneby
- Mimosa nelsonii Robinson
- Mimosa neptuniodes Kuntze
- Mimosa neuroloma Benth.
- Mimosa niederleinii Burkart
- Mimosa nigra Huber
- Mimosa nitens Benth.
- Mimosa nossibiensis Benth.
- Mimosa nothacacia Barneby
- Mimosa nothopteris Barneby
- Mimosa nuda Benth.
- Mimosa oblonga Benth.
- Mimosa obovata Benth.
- Mimosa obstrigosa Burkart
- Mimosa obtusifolia Willd.
- Mimosa occidentalis Britton & Rose
- Mimosa oligacantha DC.
- Mimosa oligophylla Micheli
- Mimosa onilahensis R.Vig.
- Mimosa ophthalmocentra Benth.
- Mimosa orthacantha Benth.
- Mimosa orthocarpa Benth.
- Mimosa ostenii Herter
- Mimosa ourobrancoensis Burkart
- Mimosa pachecensis S.Moore
- Mimosa pachycarpa Benth.
- Mimosa pachycarpoides Malme
- Mimosa palmeri Rose
- Mimosa palmetorum Barneby
- Mimosa paludosa Benth.
- Mimosa panamensis (Benth.) Standl.
- Mimosa paniculata Benth.
- Mimosa papposa Benth.
- Mimosa paraguariae Micheli
- Mimosa paraizensis Taub.
- Mimosa parapitiensis Burkart
- Mimosa parvifoliolata Alain
- Mimosa parvipinna Benth.
- Mimosa paucifolia Benth.
- Mimosa paupera Benth.
- Mimosa pauperiodes (Burkart) Fortunato
- Mimosa pectinatipinna Burkart
- Mimosa peduncularis Benth.
- Mimosa pedunculosa Micheli
- Mimosa pellita Willd.
- Mimosa per-dusenii Burkart
- Mimosa petiolaris Benth.
- Mimosa petraea Chodat & Hassl.
- Mimosa phyllodinea Benth.
- Mimosa pigra L.
- Mimosa pilulifera Benth.
- Mimosa pinetorum Standl.
- Mimosa piptoptera Barneby
- Mimosa pithecolobioides Benth.
- Mimosa planitei Villiers
- Mimosa platycarpa Benth.
- Mimosa platyloma Benth.
- Mimosa platyphylla Benth.
- Mimosa plumifolia Kleinhoonte
- Mimosa plumosa Micheli
- Mimosa pluriracemosa Burkart
- Mimosa pogocephala Benth.
- Mimosa pogonoclada Benth.
- Mimosa pohlii Benth.
- Mimosa polyancistra Benth.
- Mimosa polyantha Benth.
- Mimosa polycarpa Kunth
- Mimosa polycephala Benth.
- Mimosa polychaeta Malme
- Mimosa polydactyla Willd.
- Mimosa polydidyma Barneby
- Mimosa prainiana Gamble
- Mimosa pringlei S.Watson
- Mimosa procurrens Benth.
- Mimosa pseudincana Burkart
- Mimosa pseudocallosa Burkart
- Mimosa pseudosepiaria Harms
- Mimosa psilocarpa Robinson
- Mimosa psoralea (DC.) Benth.
- Mimosa pteridifolia Benth.
- Mimosa puberula Benth.
- Mimosa pudica L.
- Mimosa pueblensis R.Grether
- Mimosa pulverulenta Urb.
- Mimosa punctulata Benth.
- Mimosa purpurascens Robinson
- Mimosa purpusii Brandegee
- Mimosa pyrenea Taub.
- Mimosa quadrivalvis L.
- Mimosa quitensis Benth.
- Mimosa radula Benth.
- Mimosa ramboi Burkart
- Mimosa ramentacea Burkart
- Mimosa ramosissima Benth.
- Mimosa ramulosa Benth.
- Mimosa regnellii Benth.
- Mimosa reptans Benth.
- Mimosa revoluta Benth.
- Mimosa rhodocarpa (Britton & Rose) R.Grether
- Mimosa rhododactyla Robinson
- Mimosa riedelii Benth.
- Mimosa rigida Benth.
- Mimosa rigidicaulis Burkart
- Mimosa rixosa Mart.
- Mimosa rocae Lorentz & Niederl.
- Mimosa rojasii Hassl.
- Mimosa rokatavensis Villiers
- Mimosa rondoniana Hoehne
- Mimosa rosariensis N.F.Mattos
- Mimosa rosei Robinson
- Mimosa rubicaulis Lam.
- Mimosa rudis Benth.
- Mimosa rufescens Benth.
- Mimosa rufipila Benth.
- Mimosa rupestris Benth.
- Mimosa sagotiana Benth.
- Mimosa santanderensis Britton & Killip
- Mimosa savokaea Villiers
- Mimosa scaberrima Hoehne
- Mimosa scabrella Benth.
- Mimosa schleidenii Herter
- Mimosa schomburgkii Benth.
- Mimosa schrankioides Benth.
- Mimosa selloi (Benth.) Benth.
- Mimosa sensibilis Griseb.
- Mimosa sensitiva L.
- Mimosa sericantha Benth.
- Mimosa serpens Chodat & Hassl.
- Mimosa serra Burkart
- Mimosa setifera Pilg.
- Mimosa setipes Benth.
- Mimosa setistipula Benth.
- Mimosa setosa Benth.
- Mimosa setosissima Taub.
- Mimosa setuligera Harms
- Mimosa sicyocarpa Robinson
- Mimosa similis Britton & Rose
- Mimosa simulans Burkart
- Mimosa sinaloensis Britton & Rose
- Mimosa skinneri Benth.
- Mimosa somnians Willd.
- Mimosa sordida Benth.
- Mimosa sousae R.Grether
- Mimosa sparsa Benth.
- Mimosa speciosissima Taub.
- Mimosa spiciflora H.Karst.
- Mimosa spirocarpa Rose
- Mimosa spruceana Benth.
- Mimosa steinbachii Harms
- Mimosa stenoptera Benth.
- Mimosa stipularis Benth.
- Mimosa strigillosa Torr. & A.Gray
- Mimosa strobiliflora Burkart
- Mimosa studartiana Huber
- Mimosa subenervis Benth.
- Mimosa subvestita Benth.
- Mimosa suffruticosa (Vatke) Drake
- Mimosa supersetosa Burkart
- Mimosa surumuensis Harms
- Mimosa tacimbensis Burkart
- Mimosa taimbensis Burkart
- Mimosa tanalarum R.Vig.
- Mimosa tandilensis Speg.
- Mimosa teledactyla Donn.Sm.
- Mimosa tenuiflora (Willd.) Poir.
- Mimosa tenuipendula Burkart
- Mimosa tequilana S.Watson
- Mimosa tobagensis Urb.
- Mimosa tobatiensis Barneby & Fortunato
- Mimosa tocantina Taub.
- Mimosa tomentosa Willd.
- Mimosa tovarensis Benth.
- Mimosa townsendii Barneby
- Mimosa trachycarpa Benth.
- Mimosa trachycephala Benth.
- Mimosa tremula Benth.
- Mimosa trianae Benth.
- Mimosa tricephala Cham. & Schltdl.
- Mimosa trichocephala Benth.
- Mimosa trijuga Benth.
- Mimosa turneri Barneby
- Mimosa ulbrichiana Harms
- Mimosa ulei Taub.
- Mimosa uliginosa Chodat & Hassl.
- Mimosa uncinata Sesse & Moc.
- Mimosa unipinnata B.D.Parfitt & Pinkava
- Mimosa ursina Mart.
- Mimosa uruguensis Hook. & Arn.
- Mimosa vellosiella Herter
- Mimosa velloziana Mart.
- Mimosa verecunda Benth.
- Mimosa vernicosa Benth.
- Mimosa verrucosa Benth.
- Mimosa vestita Benth.
- Mimosa vilersii Drake
- Mimosa viva L.
- Mimosa volubilis Villiers
- Mimosa warnockii B.L.Turner
- Mimosa waterlotii R.Vig.
- Mimosa watsonii Robinson
- Mimosa weberbaueri Harms
- Mimosa weddelliana Benth.
- Mimosa wherryana (Britton & Rose) Standl.
- Mimosa widgrenii Harms
- Mimosa williamsii Rusby
- Mimosa wootonii Standl.
- Mimosa xanthocentra Mart.
- Mimosa xanti A.Gray
- Mimosa xerophytica Schery
- Mimosa xinguensis Ducke
- Mimosa xiquexiquensis Barneby
- Mimosa xochipalensis R.Grether
- Mimosa zacapana Standl. & Steyerm.
- Mimosa zimapanensis Britton & Rose
- Mimosa zygophylla A.Gray

Selon GRIN (12 mars 2020) :
- Mimosa aculeaticarpa Ortega
- Mimosa acutistipula (Mart.) Benth.
- Mimosa adenocarpa Benth.
- Mimosa adpressa Hook. & Arn.
- Mimosa affinis B. L. Rob.
- Mimosa albida Humb. & Bonpl. ex Willd.
- Mimosa albolanata Taub.
- Mimosa arenosa (Willd.) Poir.
- Mimosa artemisiana Heringer & Paula
- Mimosa asperata L.
- Mimosa bahamensis Benth.
- Mimosa bimucronata (DC.) Kuntze
- Mimosa blanchettii Benth.
- Mimosa borealis A. Gray
- Mimosa brachycarpa Benth.
- Mimosa caesalpiniifolia Benth.
- Mimosa callithrix Malme
- Mimosa calodendron Mart. ex Benth.
- Mimosa campicola Harms
- Mimosa camporum Benth.
- Mimosa casta L.
- Mimosa ceratonia L.
- Mimosa claussenii Benth.
- Mimosa cordistipula Benth.
- Mimosa crumenarioides L. P. Queiroz & G. P. Lewis
- Mimosa cyclophylla Taub.
- Mimosa debilis Humb. & Bonpl. ex Willd.
- Mimosa decorticans Barneby
- Mimosa delicatula Baill.
- Mimosa densa Benth.
- Mimosa depauperata Benth.
- Mimosa diplotricha C. Wright
- Mimosa discobola Barneby
- Mimosa distachya Cav.
- Mimosa distans Benth.
- Mimosa dolens Vell.
- Mimosa dominarum Barneby
- Mimosa dormiens Humb. & Bonpl. ex Willd.
- Mimosa dysocarpa Benth.
- Mimosa emoryana Benth.
- Mimosa ephedroides (Hook. & Arn.) Benth.
- Mimosa farinosa Griseb.
- Mimosa filipes Mart.
- Mimosa filipetiola Burkart
- Mimosa flagellaris Benth.
- Mimosa flocculosa Burkart
- Mimosa foliolosa Benth.
- Mimosa furfuracea Benth.
- Mimosa gardneri Benth.
- Mimosa gemmulata Barneby
- Mimosa gracilis Benth.
- Mimosa grahamii A. Gray
- Mimosa guilandinae (DC.) Barneby
- Mimosa hamata Willd.
- Mimosa hexandra Micheli
- Mimosa hirsutissima Mart.
- Mimosa hondurana Britton
- Mimosa humivagans Barneby
- Mimosa hypoglauca Mart.
- Mimosa incana (Spreng.) Benth.
- Mimosa invisa Mart. ex Colla
- Mimosa irrigua Barneby
- Mimosa lacerata Rose
- Mimosa lactiflua Delile ex Benth.
- Mimosa laniceps Barneby
- Mimosa lanuginosa Glaz. ex Burkart
- Mimosa laticifera Rizzini & A. Mattos
- Mimosa latispinosa Lam.
- Mimosa lewisii Barneby
- Mimosa luisana Brandegee
- Mimosa malacophylla A. Gray
- Mimosa manidea Barneby
- Mimosa melanocarpa Benth.
- Mimosa menabeensis R. Vig.
- Mimosa mensicola Barneby
- Mimosa mollis Benth.
- Mimosa monancistra Benth.
- Mimosa monticola Dusén
- Mimosa myriadena (Benth.) Benth.
- Mimosa nuda Benth.
- Mimosa occidentalis Britton & Rose
- Mimosa ophthalmocentra Mart. ex Benth.
- Mimosa orthocarpa Benth.
- Mimosa palmeri Rose
- Mimosa pigra L.
- Mimosa pilulifera Benth.
- Mimosa polyantha Benth.
- Mimosa polycarpa Kunth
- Mimosa polydactyla Humb. & Bonpl. ex Willd.
- Mimosa pseudoradula Glaz. ex Barneby
- Mimosa pseudosepiaria Harms
- Mimosa pteridifolia Benth.
- Mimosa pudica L.
- Mimosa pyrenea Taub.
- Mimosa quadrivalvis L.
- Mimosa ramulosa Benth.
- Mimosa regina Barneby
- Mimosa rhododactyla B. L. Rob.
- Mimosa robusta R. Grether
- Mimosa rubicaulis Lam.
- Mimosa rufescens Benth.
- Mimosa scabrella Benth.
- Mimosa schomburgkii Benth.
- Mimosa sensibilis Griseb.
- Mimosa sensitiva L.
- Mimosa setosa Benth.
- Mimosa setosissima Taub.
- Mimosa setuligera Harms
- Mimosa skinneri Benth.
- Mimosa somnians Humb. & Bonpl. ex Willd.
- Mimosa speciosissima Taub.
- Mimosa splendida Barneby
- Mimosa spp.
- Mimosa strigillosa Torr. & A. Gray
- Mimosa tenuiflora (Willd.) Poir.
- Mimosa tequilana S. Watson
- Mimosa thermarum Barneby
- Mimosa tricephala Schltdl. & Cham.
- Mimosa ulbrichiana Harms
- Mimosa ulei Taub.
- Mimosa uliginosa Chodat & Hassl.
- Mimosa uraguensis Hook. & Arn.
- Mimosa ursina Mart.
- Mimosa velloziana Mart.
- Mimosa venatorum Barneby
- Mimosa verecunda Benth.
- Mimosa verrucosa Benth.
- Mimosa vestita Benth.
- Mimosa xanthocentra Mart.

Selon ITIS (12 mars 2020) :
- Mimosa aculeaticarpa Ortega
- Mimosa arenosa (Willd.) Poir.
- Mimosa asperata L.
- Mimosa borealis A. Gray
- Mimosa candollei R. Grether
- Mimosa casta L.
- Mimosa ceratonia L.
- Mimosa diplotricha C. Wright
- Mimosa distachya Cav.
- Mimosa dysocarpa Benth.
- Mimosa emoryana Benth.
- Mimosa grahamii A. Gray
- Mimosa hystricina (Small ex Britton & Rose) B.L. Turner
- Mimosa latidens (Small) B.L. Turner
- Mimosa malacophylla A. Gray
- Mimosa microphylla Dryand.
- Mimosa nuttallii (DC. ex Britton & Rose) B.L. Turner
- Mimosa pigra L.
- Mimosa pudica L.
- Mimosa quadrivalvis L.
- Mimosa roemeriana Scheele
- Mimosa rupertiana B.L. Turner
- Mimosa schomburgkii Benth.
- Mimosa strigillosa Torr. & A. Gray
- Mimosa texana (A. Gray) Small
- Mimosa turneri Barneby

Selon The Plant List (12 mars 2020) :
- Mimosa acantholoba (Willd.) Poir.
- Mimosa acapulcensis Robinson
- Mimosa accedens Barneby
- Mimosa acerba Benth.
- Mimosa acroconica Barneby
- Mimosa aculeaticarpa Ortega
- Mimosa acutistipula Benth.
- Mimosa adamantina Barneby
- Mimosa adenantheroides (M.Martens & Galeotti) Benth.
- Mimosa adenocarpa Benth.
- Mimosa adenophylla Taub.
- Mimosa adenotricha Benth.
- Mimosa adversa Benth.
- Mimosa aemula Spreng.
- Mimosa affinis Robinson
- Mimosa aguapeia Barneby
- Mimosa albida Willd.
- Mimosa albolanata Taub.
- Mimosa alleniana Morong
- Mimosa altoparanensis Burkart
- Mimosa amambayensis Hassl.
- Mimosa amnis-atri Barneby
- Mimosa amphigena Burkart
- Mimosa andina Benth.
- Mimosa andreana Britton & Killip
- Mimosa andringitrensis R.Vig.
- Mimosa angusta Benth.
- Mimosa angustisiliqua Gamble
- Mimosa annularis Benth.
- Mimosa antioquensis Rudd
- Mimosa antrorsa Benth.
- Mimosa aparadensis Burkart
- Mimosa apleura Urb.
- Mimosa apodocarpa Benth.
- Mimosa arcuata M.Martens & Galeotti
- Mimosa arenosa (Willd.) Poir.
- Mimosa argentinensis Burkart
- Mimosa argillicola Hassl.
- Mimosa argillotropha Robinson
- Mimosa artemisiana Heringer & Paula
- Mimosa aspera M.E.Jones
- Mimosa asperata L.
- Mimosa asperrima Benth.
- Mimosa atlantica Barneby
- Mimosa aureliana Barneby & Fortunato
- Mimosa auriberbis Barneby
- Mimosa auriculata Benth.
- Mimosa aurivillus Mart.
- Mimosa axillaris Benth.
- Mimosa azuensis Britton & Rose
- Mimosa bahamensis Benth.
- Mimosa balansae Micheli
- Mimosa balduinii Burkart
- Mimosa barberi Gamble
- Mimosa barnebiana Fortunato & Tressens
- Mimosa barrancana Gentry
- Mimosa barretoi Hoehne
- Mimosa bathyrrhena Barneby
- Mimosa benthamii J.F.Macbr.
- Mimosa berroi Burkart
- Mimosa bifurca Benth.
- Mimosa bijuga Benth.
- Mimosa bimucronata (DC.) Kuntze
- Mimosa bipennatula Barneby
- Mimosa bispiculata Barneby
- Mimosa blanchetii Benth.
- Mimosa bocainae Barneby
- Mimosa boliviana Benth.
- Mimosa bombycina Barneby
- Mimosa bonplandii Benth.
- Mimosa borboremae Harms
- Mimosa borealis A.Gray
- Mimosa botucatuana Hoehne
- Mimosa brachycarpa Benth.
- Mimosa brachycarpoides Barneby
- Mimosa brachystachya Taub.
- Mimosa bracteolaris Benth.
- Mimosa brandegeei Robinson
- Mimosa brandegei B.L. Rob.
- Mimosa brevipes Benth.
- Mimosa brevipetiolata Burkart
- Mimosa brevipinna Benth.
- Mimosa brevispica Harms
- Mimosa brevispicata Britton & Rose
- Mimosa buchii Urb.
- Mimosa burchellii Benth.
- Mimosa burkartii Marchesi
- Mimosa busseana Harms
- Mimosa caduca Poir.
- Mimosa caerulea Rose
- Mimosa caesalpiniifolia Benth.
- Mimosa cafesiana Rojas
- Mimosa cainguensis Burkart
- Mimosa calcicola Robinson
- Mimosa caliciadenia Barneby
- Mimosa calliandroides Hoehne
- Mimosa callidryas Barneby
- Mimosa callithrix Malme
- Mimosa callosa Benth.
- Mimosa calocephala Mart.
- Mimosa calodendron Mart.
- Mimosa calothamnus Mart.
- Mimosa calycina Benth.
- Mimosa campenonii Drake
- Mimosa campicola Harms
- Mimosa camporum Benth.
- Mimosa canahuensis Standl. & Steyerm.
- Mimosa candelabrum Hassl.
- Mimosa capillipes Benth.
- Mimosa capito Barneby
- Mimosa capuronii Villiers
- Mimosa carbonalis A.R.Molina
- Mimosa carvalhoi Barneby
- Mimosa casta L.
- Mimosa castanoclada Barneby & Fortunato
- Mimosa catalinae Leon
- Mimosa cataractae Ducke
- Mimosa catharinensis Burkart
- Mimosa caudero L.Cardenas
- Mimosa centurionis Barneby
- Mimosa ceratonia L.
- Mimosa chacoensis Barneby & Fortunato
- Mimosa chaetocarpa Brandegee
- Mimosa chaetosphaera Barneby
- Mimosa chartostegia Barneby
- Mimosa chihuahuana Britton & Rose
- Mimosa chiliomera Barneby
- Mimosa chodatii Hassl.
- Mimosa chrysastra Benth.
- Mimosa ciliata Spreng.
- Mimosa cisparanensis Barneby
- Mimosa claussenii Benth.
- Mimosa coelho-de-moraesii Pickel & Handro
- Mimosa coelocarpa Robinson
- Mimosa colombiana Britton & Killip
- Mimosa concinna Benth.
- Mimosa congestifolia Burkart
- Mimosa coniflora Burkart
- Mimosa cordistipula Benth.
- Mimosa cordobensis Ariza
- Mimosa coruscocaesia Barneby
- Mimosa corynadenia Britton & Rose
- Mimosa costenya McVaugh
- Mimosa craspedisetosa Fortunato & Palese
- Mimosa cruenta Benth.
- Mimosa cryptogloea Barneby
- Mimosa cryptothamnos Barneby
- Mimosa ctenodes Barneby
- Mimosa cuatrecasasii Rudd
- Mimosa cubatanensis Hoehne
- Mimosa custodis Barneby
- Mimosa cuzcoana J.F.Macbr.
- Mimosa cyclophylla Taub.
- Mimosa cylindracea Benth.
- Mimosa daleoides Benth.
- Mimosa dalyi Barneby
- Mimosa dasyphylla Baker
- Mimosa deamii Robinson
- Mimosa debilis Willd.
- Mimosa deceptrix Barneby
- Mimosa decorticans Barneby
- Mimosa decurrens Duhamel
- Mimosa delicatula Baill.
- Mimosa demissa Barneby
- Mimosa densa Benth.
- Mimosa depauperata Benth.
- Mimosa desmodioides Benth.
- Mimosa detinens Benth.
- Mimosa dicerastes Barneby
- Mimosa dichoneuta J.F.Macbr.
- Mimosa dichroa G.P.Lewis
- Mimosa didyma Vell.
- Mimosa diffusa Benth.
- Mimosa digitata Benth.
- Mimosa dimidiata Benth.
- Mimosa diplotricha Sauvalle
- Mimosa diptera (Willd.) Poir.
- Mimosa discobola Barneby
- Mimosa disperma Barneby
- Mimosa distachya Cav.
- Mimosa distans Benth.
- Mimosa diversifolia Micheli
- Mimosa diversipila Micheli
- Mimosa dolens Vell.
- Mimosa dominarum Barneby
- Mimosa domingensis (DC.) Benth.
- Mimosa dormiens Willd.
- Mimosa dryandroides Taub.
- Mimosa duckei Huber
- Mimosa dumetaria Villiers
- Mimosa dutrae Malme
- Mimosa dysocarpa A.Gray
- Mimosa echinocarpa Benth.
- Mimosa echinocaula Benth.
- Mimosa egregia Sandwith
- Mimosa ekmanii Urb.
- Mimosa elliptica Benth.
- Mimosa elongata Benth.
- Mimosa emoryana Benth.
- Mimosa endlichii Harms
- Mimosa ephedroides Benth.
- Mimosa equisetum Barneby
- Mimosa eriocarpa Benth.
- Mimosa eriophylloides Hoehne
- Mimosa eriorrhachis Barneby
- Mimosa ernestii Harms
- Mimosa ervendbergii A.Gray
- Mimosa esmeraldae Britton & Killip
- Mimosa eurycarpa Robinson
- Mimosa exalbescens Barneby
- Mimosa extensa Benth.
- Mimosa extensissima Ducke
- Mimosa extranea Benth.
- Mimosa fachinalensis Burkart
- Mimosa fagaracantha Griseb.
- Mimosa falcipinna Benth.
- Mimosa falconis Barneby
- Mimosa farinosa Griseb.
- Mimosa farisii Britton & Rose
- Mimosa fernandez-casasii Barneby & Fortunato
- Mimosa ferrisiae Britton & Rose
- Mimosa fiebrigii Hassl.
- Mimosa filiformis Benth.
- Mimosa filipes Mart.
- Mimosa filipetiola Burkart
- Mimosa flabellifolia Barneby
- Mimosa flagellaris Benth.
- Mimosa flavocaesia Barneby
- Mimosa flocculosa Burkart
- Mimosa foliolosa Benth.
- Mimosa fonticola Barneby
- Mimosa formosana Taub.
- Mimosa fuertensis Britton & Rose
- Mimosa furfuracea Benth.
- Mimosa galeottii Benth.
- Mimosa gardneri Benth.
- Mimosa gatesiae Barneby
- Mimosa gemmulata Barneby
- Mimosa gentryi Barneby
- Mimosa germana Standl. & L.O.Williams
- Mimosa glabra Benth.
- Mimosa glanduliseta Burkart
- Mimosa glaucescens Poir.
- Mimosa glaucula Barneby
- Mimosa glazioui Benth.
- Mimosa glutinosa Malme
- Mimosa glycyrrhizoides Barneby
- Mimosa goldmanii Robinson
- Mimosa goyazensis Benth.
- Mimosa gracilipes Kuntze
- Mimosa gracilis Benth.
- Mimosa grahamii A.Gray
- Mimosa graminiformis Chodat & Hassl.
- Mimosa grandidieri Baill.
- Mimosa grandistipula Herzog
- Mimosa gratissima Larranaga
- Mimosa guanacastensis Standl.
- Mimosa guanchezii Barneby
- Mimosa guaranitica Chodat & Hassl.
- Mimosa guatemalensis (Hook. & Arn.) Benth.
- Mimosa guilandinae (DC.) Barneby
- Mimosa guirocobensis Gentry
- Mimosa gymnas Barneby
- Mimosa gymnoloma Benth.
- Mimosa haavoa Villiers
- Mimosa hadrocarpa A.R.Molina
- Mimosa hafomantsina Villiers
- Mimosa hamata Willd.
- Mimosa hapaloclada Malme
- Mimosa hassleriana Chodat
- Mimosa hatschbachii Barneby
- Mimosa hebecarpa Benth.
- Mimosa heringeri Barneby
- Mimosa herzogii J.F.Macbr.
- Mimosa heterocarpa C.Presl
- Mimosa heterotricha Burkart
- Mimosa hexandra Micheli
- Mimosa hilariana Barneby
- Mimosa hildebrandtii Drake
- Mimosa himalayana Gamble
- Mimosa hirsuta Spreng.
- Mimosa hirsuticaulis Harms
- Mimosa hirsutissima Mart.
- Mimosa hirta Vell.
- Mimosa hoehneana Burkart
- Mimosa hondurana Britton & Rose
- Mimosa honesta Mart.
- Mimosa hortensis Barneby
- Mimosa huanchacae Barneby
- Mimosa huberi Barneby
- Mimosa humifusa Benth.
- Mimosa humivagans Barneby
- Mimosa hypnodes Barneby
- Mimosa hypoglauca Mart.
- Mimosa hystricina (Small ex Britton & Rose) B.L. Turner
- Mimosa ikondensis Villiers
- Mimosa imbricata Benth.
- Mimosa implexa Benth.
- Mimosa inamoena Benth.
- Mimosa incarum Barneby
- Mimosa insidiosa Mart.
- Mimosa insidiosoides Hoehne
- Mimosa insignis (Hassl.) Barneby
- Mimosa interrupta Benth.
- Mimosa intricata Benth.
- Mimosa invisa Colla
- Mimosa involucrata Benth.
- Mimosa ionema Robinson
- Mimosa iperoensis Hoehne
- Mimosa irrigua Barneby
- Mimosa irritabilis C.Presl
- Mimosa irwinii Barneby
- Mimosa itatiaiensis Dusen
- Mimosa ixiamensis Rusby
- Mimosa jacobita Barneby
- Mimosa jiramenensis H.Karst.
- Mimosa josephina Barneby
- Mimosa kermesina Otto & A. Dietr.
- Mimosa killipii Britton & Killip
- Mimosa kitrokala Villiers
- Mimosa kuhlmannii Hoehne
- Mimosa kuhnisteroides Barneby
- Mimosa lacerata Rose
- Mimosa lactiflua Benth.
- Mimosa lanata Benth.
- Mimosa laniceps Barneby
- Mimosa lanuginosa Burkart
- Mimosa lasiocarpa Benth.
- Mimosa lasiocephala Benth.
- Mimosa lasiophylla Benth.
- Mimosa latidens (Small) B.L. Turner
- Mimosa latispinosa Lam.
- Mimosa lawranceana Britton & Killip
- Mimosa laxiflora Benth.
- Mimosa leimonias Barneby & Fortunato
- Mimosa leiocarpa DC.
- Mimosa leiocephala Benth.
- Mimosa leonardii Rose & Leonard
- Mimosa lepidophora Rizzini
- Mimosa lepidorepens Burkart
- Mimosa lepidota Herzog
- Mimosa leprosa (Benth.) J.F.Macbr.
- Mimosa leptantha Benth.
- Mimosa leptocarpa Rose
- Mimosa leptorhachis Benth.
- Mimosa leucaenoides Benth.
- Mimosa levenensis Drake
- Mimosa lewisii Barneby
- Mimosa lindheimeri A.Gray
- Mimosa lingvatouana (Baill.) Villiers
- Mimosa lithoreas Barneby
- Mimosa longepedunculata Taub.
- Mimosa longepetiolata Malme
- Mimosa longicaulis Ducke
- Mimosa longicoma Britton & Rose
- Mimosa longipes Benth.
- Mimosa longiracemosa (Burkart) Barneby
- Mimosa lorentzii Griseb.
- Mimosa loxensis Barneby
- Mimosa luciana Barneby
- Mimosa lucidula Benth.
- Mimosa luisana Brandegee
- Mimosa lundiana Benth.
- Mimosa lupinoides Chodat & Hassl.
- Mimosa lupulina Benth.
- Mimosa macedoana Burkart
- Mimosa macrocalyx Micheli
- Mimosa macrocephala Benth.
- Mimosa macropogon Barneby
- Mimosa maguirei Barneby
- Mimosa mahilakensis Villiers
- Mimosa mainaea Villiers
- Mimosa malacocarpa (Robinson) Britton & Rose
- Mimosa malacophylla A.Gray
- Mimosa manidea Barneby
- Mimosa mansii Mart.
- Mimosa maracayuensis Chodat & Hassl.
- Mimosa margaritae Britton & Rose
- Mimosa martindelcampoi Medrano
- Mimosa maxonii Standl.
- Mimosa mazatlana M.E.Jones
- Mimosa medioxima Barneby
- Mimosa melanocarpa Benth.
- Mimosa mellii Britton & Rose
- Mimosa menabeensis R.Vig.
- Mimosa mensicola Barneby
- Mimosa meticulosa Mart.
- Mimosa micheliana Robinson
- Mimosa micracantha Benth.
- Mimosa microcarpa Benth.
- Mimosa microcephala Willd.
- Mimosa micropteris Benth.
- Mimosa millefoliata Scheele
- Mimosa minarum Barneby
- Mimosa minima Burkart
- Mimosa minutifolia Robinson & Greenm.
- Mimosa miranda Barneby
- Mimosa misera Benth.
- Mimosa moaensis Britton & Rose
- Mimosa modesta Mart.
- Mimosa mogolensis Burkart
- Mimosa mollis Benth.
- Mimosa monacensis Barneby
- Mimosa monancistra Benth.
- Mimosa moniliformis (Britton & Rose) R. Grether & Barneby
- Mimosa montana Kunth
- Mimosa monticola Dusen
- Mimosa montis-carasae Barneby
- Mimosa moreliensis (Britton & Rose) Bullock
- Mimosa mornicola Urb.
- Mimosa morongii Britton
- Mimosa morroensis Barneby
- Mimosa mossambicensis Brenan
- Mimosa mucronulata Dum.Cours.
- Mimosa multiceps Barneby
- Mimosa multipinna Benth.
- Mimosa multiplex Benth.
- Mimosa murex Barneby
- Mimosa myriacantha Baker
- Mimosa myriadena (Benth.) Benth.
- Mimosa myriocephala Baker
- Mimosa myriophylla Benth.
- Mimosa myuros Barneby
- Mimosa nanchititlana R.Grether & Barneby
- Mimosa nelsonii Robinson
- Mimosa neptuniodes Kuntze
- Mimosa neptunioides Harms
- Mimosa neuroloma Benth.
- Mimosa niederleinii Burkart
- Mimosa nigra Huber
- Mimosa niomarlei Afr. Fernandes
- Mimosa nissobiensis Benth.
- Mimosa nitens Benth.
- Mimosa nitidula Barneby
- Mimosa nossibiensis Benth.
- Mimosa nothacacia Barneby
- Mimosa nothopteris Barneby
- Mimosa nuda Benth.
- Mimosa nuttallii (DC.) B.L. Turner
- Mimosa nycteridis Barneby
- Mimosa oblonga Benth.
- Mimosa obovata Benth.
- Mimosa obstrigosa Burkart
- Mimosa obtusifolia Willd.
- Mimosa occidentalis Britton & Rose
- Mimosa oedoclada Barneby
- Mimosa oligacantha DC.
- Mimosa oligophylla Micheli
- Mimosa oligosperma Barneby
- Mimosa onilahensis R.Vig.
- Mimosa ophthalmocentra Benth.
- Mimosa orbignyana Barneby
- Mimosa orinocoensis Barneby
- Mimosa orthacantha Benth.
- Mimosa orthocarpa Benth.
- Mimosa ostenii Herter
- Mimosa ourobrancoensis Burkart
- Mimosa pabstiana Barneby
- Mimosa pachecensis S.Moore
- Mimosa pachycarpa Benth.
- Mimosa pachycarpoides Malme
- Mimosa palmeri Rose
- Mimosa palmetorum Barneby
- Mimosa paludosa Benth.
- Mimosa panamensis (Benth.) Standl.
- Mimosa paniculata Benth.
- Mimosa papposa Benth.
- Mimosa paraguariae Micheli
- Mimosa paraibana Barneby
- Mimosa paraizensis Taub.
- Mimosa paranapiacabae Barneby
- Mimosa parapitiensis Burkart
- Mimosa parviceps Barneby
- Mimosa parvifoliolata Alain
- Mimosa parvipinna Benth.
- Mimosa paucifolia Benth.
- Mimosa paucijuga (Britton & Rose) B.L. Turner
- Mimosa paulii Barneby
- Mimosa paupera Benth.
- Mimosa pauperiodes (Burkart) Fortunato
- Mimosa pectinatipinna Burkart
- Mimosa pedersenii Barneby
- Mimosa peduncularis Benth.
- Mimosa pedunculosa Micheli
- Mimosa pellita Willd.
- Mimosa per-dusenii Burkart
- Mimosa petiolaris Benth.
- Mimosa petraea Chodat & Hassl.
- Mimosa phyllodinea Benth.
- Mimosa pigra L.
- Mimosa pilulifera Benth.
- Mimosa pinetorum Standl.
- Mimosa piptoptera Barneby
- Mimosa piresii Barneby
- Mimosa piscatorum Barneby
- Mimosa pithecolobioides Benth.
- Mimosa planitei Villiers
- Mimosa platycarpa Benth.
- Mimosa platyloma Benth.
- Mimosa platyphylla Benth.
- Mimosa plumifolia Kleinhoonte
- Mimosa plumosa Micheli
- Mimosa pluriracemosa Burkart
- Mimosa poculata Barneby
- Mimosa pogocephala Benth.
- Mimosa pogonoclada Benth.
- Mimosa pohlii Benth.
- Mimosa polyancistra Benth.
- Mimosa polyantha Benth.
- Mimosa polycarpa Kunth
- Mimosa polycephala Benth.
- Mimosa polychaeta Malme
- Mimosa polydactyla Willd.
- Mimosa polydidyma Barneby
- Mimosa potosina (Britton & Rose) B.L. Turner
- Mimosa prainiana Gamble
- Mimosa pratincola Barneby
- Mimosa pringlei S.Watson
- Mimosa prionopus Barneby
- Mimosa procurrens Benth.
- Mimosa prorepens Barneby
- Mimosa pseudincana Burkart
- Mimosa pseudocallosa Burkart
- Mimosa pseudofoliolosa Barneby
- Mimosa pseudolepidota (Burkart) Barneby
- Mimosa pseudopetiolaris Barneby
- Mimosa pseudoradula Glaz. ex Barneby
- Mimosa pseudosepiaria Harms
- Mimosa pseudotrachycarpa Barneby
- Mimosa psilocarpa Robinson
- Mimosa psittacina Barneby
- Mimosa psoralea (DC.) Benth.
- Mimosa pteridifolia Benth.
- Mimosa puberula Benth.
- Mimosa pudica L.
- Mimosa pueblensis R.Grether
- Mimosa pulverulenta Urb.
- Mimosa pumilio Barneby
- Mimosa punctulata Benth.
- Mimosa purpurascens Robinson
- Mimosa purpusii Brandegee
- Mimosa pusilliceps Barneby
- Mimosa pycnocoma Benth.
- Mimosa pyrenea Taub.
- Mimosa quadrivalvis L.
- Mimosa quitensis Benth.
- Mimosa radula Benth.
- Mimosa ramboi Burkart
- Mimosa ramentacea Burkart
- Mimosa ramosissima Benth.
- Mimosa ramulosa Benth.
- Mimosa rava Barneby
- Mimosa reduviosa Barneby
- Mimosa regina Barneby
- Mimosa regnellii Benth.
- Mimosa reptans Benth.
- Mimosa revoluta Benth.
- Mimosa rheiptera Barneby
- Mimosa rhodocarpa (Britton & Rose) R.Grether
- Mimosa rhododactyla Robinson
- Mimosa rhodostegia Barneby
- Mimosa riedelii Benth.
- Mimosa rigida Benth.
- Mimosa rigidicaulis Burkart
- Mimosa rixosa Mart.
- Mimosa robusta R. Grether
- Mimosa rocae Lorentz & Niederl.
- Mimosa rojasii Hassl.
- Mimosa rokatavensis Villiers
- Mimosa rondoniana Hoehne
- Mimosa rosariensis N.F.Mattos
- Mimosa rosei Robinson
- Mimosa rubicaulis Lam.
- Mimosa rudis Benth.
- Mimosa rufescens Benth.
- Mimosa rufipila Benth.
- Mimosa rupestris Benth.
- Mimosa rusbyana Barneby & Fortunato
- Mimosa sagotiana Benth.
- Mimosa sanguinolenta Barneby
- Mimosa santanderensis Britton & Killip
- Mimosa savokaea Villiers
- Mimosa scaberrima Hoehne
- Mimosa scabrella Benth.
- Mimosa sceptrum Barneby
- Mimosa schleidenii Herter
- Mimosa schomburgkii Benth.
- Mimosa schrankioides Benth.
- Mimosa selloi (Benth.) Benth.
- Mimosa sensibilis Griseb.
- Mimosa sensitiva L.
- Mimosa sericantha Benth.
- Mimosa serpens Chodat & Hassl.
- Mimosa serra Burkart
- Mimosa setifera Pilg.
- Mimosa setipes Benth.
- Mimosa setistipula Benth.
- Mimosa setosa Benth.
- Mimosa setosissima Taub.
- Mimosa setuligera Harms
- Mimosa setuliseta Villarreal
- Mimosa sicyocarpa Robinson
- Mimosa similis Britton & Rose
- Mimosa simulans Burkart
- Mimosa sinaloensis Britton & Rose
- Mimosa skinneri Benth.
- Mimosa somnambulans Barneby
- Mimosa somnians Willd.
- Mimosa sordida Benth.
- Mimosa sousae R.Grether
- Mimosa sparsa Benth.
- Mimosa sparsiformis Barneby
- Mimosa speciosissima Taub.
- Mimosa spiciflora H.Karst.
- Mimosa spirocarpa Rose
- Mimosa spixiana Barneby
- Mimosa splendida Barneby
- Mimosa sprengelii DC.
- Mimosa spruceana Benth.
- Mimosa steinbachii Harms
- Mimosa stenoptera Benth.
- Mimosa stipularis Benth.
- Mimosa strigillosa Torr. & A.Gray
- Mimosa strobiliflora Burkart
- Mimosa struthionoptera Barneby
- Mimosa studartiana Huber
- Mimosa stylosa Barneby
- Mimosa subenervis Benth.
- Mimosa suberosa M. Atahuachi & C.E. Hughes
- Mimosa subinermis (S. Watson) B.L. Turner
- Mimosa suburbana Barneby
- Mimosa subvestita Benth.
- Mimosa suffruticosa (Vatke) Drake
- Mimosa supersetosa Burkart
- Mimosa supravisa Barneby
- Mimosa surumuensis Harms
- Mimosa taimbensis Burkart
- Mimosa tanalarum R.Vig.
- Mimosa tandilensis Speg.
- Mimosa tarda Barneby
- Mimosa taxifolia (Willd.) Poir.
- Mimosa tejupilcana R. Grether & Martínez-Bernal
- Mimosa teledactyla Donn.Sm.
- Mimosa tenuiflora (Willd.) Poir.
- Mimosa tenuipendula Burkart
- Mimosa tequilana S.Watson
- Mimosa thermarum Barneby
- Mimosa thomista Barneby
- Mimosa tobagensis Urb.
- Mimosa tobatiensis Barneby & Fortunato
- Mimosa tocantina Taub.
- Mimosa tomentosa Willd.
- Mimosa torresiae R. Grether
- Mimosa tovarensis Benth.
- Mimosa townsendii Barneby
- Mimosa trachycarpa Benth.
- Mimosa trachycephala Benth.
- Mimosa tremula Benth.
- Mimosa trianae Benth.
- Mimosa tricephala Cham. & Schltdl.
- Mimosa trichocephala Benth.
- Mimosa trijuga Benth.
- Mimosa troncosoae Fortunato & Barneby
- Mimosa turneri Barneby
- Mimosa tweedieana Barneby ex Glazier & Mackinder
- Mimosa ulbrichiana Harms
- Mimosa ulei Taub.
- Mimosa uliginosa Chodat & Hassl.
- Mimosa uncinata Sesse & Moc.
- Mimosa uniceps Barneby
- Mimosa uninervis (Chodat & Hassl.) Hassl.
- Mimosa unipinnata B.D.Parfitt & Pinkava
- Mimosa ursina Mart.
- Mimosa urticaria Barneby
- Mimosa uruguensis Hook. & Arn.
- Mimosa vellosiella Herter
- Mimosa velloziana Mart.
- Mimosa venatorum Barneby
- Mimosa verecunda Benth.
- Mimosa vernicosa Benth.
- Mimosa verrucosa Benth.
- Mimosa vestita Benth.
- Mimosa vexans Barneby
- Mimosa vilersii Drake
- Mimosa virescens (DC.) Poir.
- Mimosa virgula Barneby
- Mimosa viva L.
- Mimosa volubilis Villiers
- Mimosa warnockii B.L.Turner
- Mimosa waterlotii R.Vig.
- Mimosa watsonii Robinson
- Mimosa weberbaueri Harms
- Mimosa weddelliana Benth.
- Mimosa wherryana (Britton & Rose) Standl.
- Mimosa widgrenii Harms
- Mimosa williamsii Rusby
- Mimosa woodii M. Atahuachi & C.E. Hughes
- Mimosa wootonii Standl.
- Mimosa xanthocentra Mart.
- Mimosa xanti A.Gray
- Mimosa xavantinae Barneby
- Mimosa xerophytica Schery
- Mimosa xinguensis Ducke
- Mimosa xiquexiquensis Barneby
- Mimosa xochipalensis R.Grether
- Mimosa zacapana Standl. & Steyerm.
- Mimosa zimapanensis Britton & Rose
- Mimosa zygophylla A.Gray

Selon Tropicos (12 mars 2020) (Attention liste brute contenant possiblement des synonymes) :
- Mimosa abietina (Willd.) Poir.
- Mimosa abstergens Roxb. ex Spreng.
- Mimosa acacioides Benth.
- Mimosa acanthocarpa Poir.
- Mimosa acantholoba (Humb. & Bonpl. ex Willd.) Poir.
- Mimosa acanthophora Harms
- Mimosa acapulcensis B.L. Rob.
- Mimosa accedens Barneby
- Mimosa acerba Benth.
- Mimosa acicularis Poir.
- Mimosa acle Blanco
- Mimosa acroconica Barneby
- Mimosa aculeata Mill.
- Mimosa aculeaticarpa Ortega
- Mimosa acutiflora Benth.
- Mimosa acutistipula (Mart.) Benth.
- Mimosa adamantina Barneby
- Mimosa adenanthera Roxb.
- Mimosa adenantheroides (M. Martens & Galeotti) Benth.
- Mimosa adenocarpa Benth.
- Mimosa adenophylla Taub.
- Mimosa adenotricha Benth.
- Mimosa adhaerens Kunth
- Mimosa adianthifolia Schumach.
- Mimosa adpressa Hook. & Arn.
- Mimosa adstringens Schumach. & Thonn.
- Mimosa adversa Benth.
- Mimosa aemula Spreng.
- Mimosa aeschynomenes Benth.
- Mimosa affinis B.L. Rob.
- Mimosa aggregata Pers.
- Mimosa agrestis Sieber ex Spreng.
- Mimosa aguapeia Barneby
- Mimosa alba Sw.
- Mimosa albida Humb. & Bonpl. ex Willd.
- Mimosa albolanata Taub.
- Mimosa algarrobo Azara
- Mimosa alleniana Morong
- Mimosa alta Poir.
- Mimosa alternans M. Vahl ex Benth.
- Mimosa altissima Roxb.
- Mimosa altoparanensis Burkart
- Mimosa amambayensis Hassl.
- Mimosa amara Roxb.
- Mimosa ambigua Salisb.
- Mimosa amnis-atri Barneby
- Mimosa amphigena Burkart
- Mimosa andina Benth.
- Mimosa andreana Britton & Rose
- Mimosa andringitrensis R. Vig.
- Mimosa angulata Poir.
- Mimosa angusta Benth.
- Mimosa angustifolia Lam.
- Mimosa angustisiliqua Gamble
- Mimosa angustissima Mill.
- Mimosa annularis Spruce ex Benth.
- Mimosa antillarum Lam. ex Poiret
- Mimosa antioquensis Killip ex Rudd
- Mimosa antrorsa Benth.
- Mimosa aparadensis Burkart
- Mimosa apleura Urb.
- Mimosa apodocarpa Benth.
- Mimosa appressa Benth.
- Mimosa aquatica Pers.
- Mimosa arabica Lam.
- Mimosa arachnoides Taub.
- Mimosa arborea L.
- Mimosa arenosa (Willd.) Poir.
- Mimosa argentea hort. ex Gentil
- Mimosa argentinensis Burkart
- Mimosa argillicola Hassl.
- Mimosa argillotropha B.L. Rob.
- Mimosa arida Benth.
- Mimosa armata Poir.
- Mimosa artemisiana Heringer & Paula
- Mimosa articulata Hunter ex Ridley
- Mimosa arturoana M. Morales & Fortunato
- Mimosa arvensis Sieber ex Steud.
- Mimosa asak Forssk.
- Mimosa aspera M.E. Jones
- Mimosa asperata L.
- Mimosa asperoides Izag. & Beyhaut
- Mimosa asperrima Benth.
- Mimosa atakta Steud.
- Mimosa atlantica Barneby
- Mimosa aureliana Barneby & Fortunato
- Mimosa auriberbis Barneby
- Mimosa auriculata Benth.
- Mimosa aurivillus Mart.
- Mimosa australis Izag. & Beyhaut
- Mimosa axillarioides Izag. & Beyhaut
- Mimosa axillaris Benth.
- Mimosa azak G. Don
- Mimosa azuensis Britton
- Mimosa bahamensis Benth.
- Mimosa balansae Micheli
- Mimosa balduinii Burkart
- Mimosa balsamica Molina
- Mimosa barbadetimam Vell.
- Mimosa barberi Gamble
- Mimosa barbigera Benth.
- Mimosa barclayana Sweet
- Mimosa barnebiana Fortunato & Tressens
- Mimosa barrancana Gentry
- Mimosa barretoi Hoehne
- Mimosa bathyrrhena Barneby
- Mimosa batucatuana Hoehne
- Mimosa bauhiniaefolia H. Karst.
- Mimosa bauhiniifolia Salisb.
- Mimosa bellatrix Hoffmanns.
- Mimosa benthamii J.F. Macbr.
- Mimosa berlandieri A. Gray
- Mimosa bernieri Drake
- Mimosa berroi Burkart
- Mimosa biceps Poir.
- Mimosa biflora Poir.
- Mimosa bifurca Benth.
- Mimosa bigemina L.
- Mimosa biglobosa Jacq.
- Mimosa bijuga Vell.
- Mimosa bimucronata (DC.) Kuntze
- Mimosa binervia J.C. Wendl.
- Mimosa bipennatula Barneby
- Mimosa bipinnata Aubl.
- Mimosa bispiculata Barneby
- Mimosa biuncifera Benth.
- Mimosa blanchetii Benth.
- Mimosa blancoana Llanos
- Mimosa bocainae Barneby
- Mimosa boliviana Benth.
- Mimosa bombycina Barneby
- Mimosa bonplandii (Gillies ex Hook. & Arn.) Benth.
- Mimosa borboremae Harms
- Mimosa borealis A. Gray
- Mimosa botrycephala Vent.
- Mimosa botucatuana Hoehne
- Mimosa bourgonii Aubl.
- Mimosa bracaatinga Hoehne
- Mimosa brachyacantha Poir.
- Mimosa brachycarpa Benth.
- Mimosa brachycarpoides Barneby
- Mimosa brachycaulis Harms ex Glaz.
- Mimosa brachyloba Muhlenb. ex Steudel
- Mimosa brachystachya Taub.
- Mimosa brachystachys DC.
- Mimosa bracteolaris Benth.
- Mimosa brandegei B.L. Rob.
- Mimosa brasiliensis Niederl.
- Mimosa brevibractea Harms ex Glaz.
- Mimosa brevifolia Humb. ex Sprengel
- Mimosa brevipes Benth.
- Mimosa brevipetiolata Burkart
- Mimosa brevipinna Benth.
- Mimosa brevispica Harms
- Mimosa brevispicata Britton
- Mimosa brevissima Benth.
- Mimosa brownei Poir.
- Mimosa buceragenia B.L. Rob.
- Mimosa buchii Urb.
- Mimosa burchellii Benth.
- Mimosa burkartii Marchesi
- Mimosa busseana Harms
- Mimosa caaguazuensis Barneby
- Mimosa cabrera H. Karst.
- Mimosa caduca (Humb. & Bonpl. ex Willd.) Poir.
- Mimosa caerulea Rose
- Mimosa caesalpiniifolia Benth.
- Mimosa caesia Burm. f.
- Mimosa cafesiana Rojas
- Mimosa caffra Thunb.
- Mimosa cainguensis Burkart
- Mimosa calcarea Buckley
- Mimosa calcicola B.L. Rob.
- Mimosa calderonii Britton & Rose
- Mimosa caliciadenia Barneby
- Mimosa calistachya C. Presl
- Mimosa calliandroides Hoehne
- Mimosa callidryas Barneby
- Mimosa callithrix Malme
- Mimosa callosa Benth.
- Mimosa calocephala Mart.
- Mimosa calodendron Mart. ex Benth.
- Mimosa calothamnos Mart. ex Benth.
- Mimosa calycina Benth.
- Mimosa cameleopardalis Page
- Mimosa campechiana Mill.
- Mimosa campenonii Drake
- Mimosa campicola Harms
- Mimosa camporum Benth.
- Mimosa canahuensis Standl. & Steyerm.
- Mimosa canastrensis V.F. Dutra & F.C.P. Garcia
- Mimosa candelabrum Hassl.
- Mimosa candollei R. Grether
- Mimosa canescens Willd.
- Mimosa canonis M.E. Jones
- Mimosa capensis Burm. f.
- Mimosa capillaris Dum. Cours.
- Mimosa capillipes Benth.
- Mimosa capitata Poir.
- Mimosa capito Barneby
- Mimosa capuronii Villiers
- Mimosa caracasana Jacq.
- Mimosa carbonalis Ant. Molina
- Mimosa carinata Griseb.
- Mimosa caripensis (Humb. & Bonpl. ex Willd.) Poir.
- Mimosa carisquis Blanco
- Mimosa carthagenensis Mill.
- Mimosa carvalhoi Barneby
- Mimosa cascabelillo Colla
- Mimosa cassioides Poir.
- Mimosa casta L.
- Mimosa castanoclada Barneby & Fortunato
- Mimosa catalinae León
- Mimosa cataractae Ducke
- Mimosa catechu L. f.
- Mimosa catechuoides Roxb.
- Mimosa catharinensis Burkart
- Mimosa caudata Vahl
- Mimosa caudero L. Cárdenas
- Mimosa cauliflora (Willd.) Poir.
- Mimosa cavalum Roxb.
- Mimosa cavaty-tooma Roxb. ex DC.
- Mimosa caven Molina
- Mimosa centurionis Barneby
- Mimosa ceratonia L.
- Mimosa cerifera Schmidt Silveira & Miotto
- Mimosa chacoensis Barneby & Fortunato
- Mimosa chaetocarpa Brandegee
- Mimosa chaetosphaera Barneby
- Mimosa chartostegia Barneby
- Mimosa chelata Izag. & Beyhaut
- Mimosa chiapensis Britton
- Mimosa chihuahuana Britton & Rose
- Mimosa chiliantha G. Mey.
- Mimosa chiliomera Barneby
- Mimosa chinensis Osbeck
- Mimosa chionacantha Raf.
- Mimosa chiquitaniensis Atahuachi & C.E. Hughes
- Mimosa chochisensis Atahuachi & C.E. Hughes
- Mimosa chodatii Hassl.
- Mimosa chrysantha Vahl
- Mimosa chrysastra Mart. ex Benth.
- Mimosa chrysothrix V.F. Dutra & F.C.P. Garcia
- Mimosa chundra Roxb. ex Rottler
- Mimosa ciliata Willd.
- Mimosa cinerea L.
- Mimosa circinalis Benth.
- Mimosa circinnatus Sessé & Moc. ex G. Don
- Mimosa cisparanensis Barneby
- Mimosa claussenii Benth.
- Mimosa cochlearis Labill.
- Mimosa cochleata (Willd.) Poir.
- Mimosa cochliacantha Poir.
- Mimosa cochliocarpos Gomes
- Mimosa coelho-de-moraesii Pickel & Handro
- Mimosa coelocarpa B.L. Rob.
- Mimosa colimensis B.L. Rob.
- Mimosa colombiana Britton & Killip
- Mimosa colubrina Vell.
- Mimosa comosa Sw.
- Mimosa concinna Benth.
- Mimosa concordiana Roxb.
- Mimosa conferta Benth.
- Mimosa congestifolia Burkart
- Mimosa coniflora Burkart
- Mimosa conrigera L. f.
- Mimosa contorta Buc'hoz
- Mimosa contortisiliqua Vell.
- Mimosa contortuplicata Zuccagni
- Mimosa conzattii Britton & Rose
- Mimosa coorgensis B. Heyne & Wall.
- Mimosa corcondiana Roxb.
- Mimosa cordistipula Benth.
- Mimosa cordobensis Ariza
- Mimosa coriacea Pers.
- Mimosa coriaria Blanco
- Mimosa corniculata Lour.
- Mimosa cornigera L.
- Mimosa cornuta J.F. Gmel.
- Mimosa coroncoro Dugand
- Mimosa coronillaefolia Pers.
- Mimosa coruscans (Humb. & Bonpl. ex Willd.) Poir.
- Mimosa coruscocaesia Barneby
- Mimosa corymbosa Rich.
- Mimosa corynadenia Britton & Rose
- Mimosa costaricensis Benth.
- Mimosa costenya McVaugh
- Mimosa craspedisetosa Fortunato & Palese
- Mimosa crassipes Arechav.
- Mimosa crinita Pers.
- Mimosa crocea Vell.
- Mimosa cruenta Benth.
- Mimosa crulsiana Glaz.
- Mimosa crumenarioides L.P. Queiroz & G.P. Lewis
- Mimosa cryptogloea Barneby
- Mimosa cryptothamnos Barneby
- Mimosa ctenodes Barneby
- Mimosa cuatrecasasii Rudd
- Mimosa cubatanensis Hoehne
- Mimosa cuiabensis L. Rico & R. Grether
- Mimosa cumana Poir.
- Mimosa custodis Barneby
- Mimosa cuzcoana J.F. Macbr.
- Mimosa cyclocarpa Jacq.
- Mimosa cyclophylla Taub.
- Mimosa cylindracea Benth.
- Mimosa cylindrica Vell.
- Mimosa dalea Poir.
- Mimosa daleoides Benth.
- Mimosa dalyi Barneby
- Mimosa dammeriana Glaz.
- Mimosa dasilvae A.S.L. Silva & Secco
- Mimosa dasyphylla Baker
- Mimosa dealbata Page
- Mimosa deamii B.L. Rob.
- Mimosa debilis Humb. & Bonpl. ex Willd.
- Mimosa deceptrix Barneby
- Mimosa decipiens Konig
- Mimosa decorticans Barneby
- Mimosa decumbens V.F. Dutra & F.C.P. Garcia
- Mimosa decurrens Bojer
- Mimosa delicatula Baill.
- Mimosa deltoides Nois. ex Steudel
- Mimosa demissa Barneby
- Mimosa denhartii hort. ex L.H. Bailey
- Mimosa denisii R. Vig.
- Mimosa densa Benth.
- Mimosa depauperata Benth.
- Mimosa depressa (Humb. & Bonpl. ex Willd.) Poir.
- Mimosa descarpentriesii R. Vig.
- Mimosa desmanthoides Hoehne
- Mimosa desmodioides Benth.
- Mimosa detinens Benth.
- Mimosa diadema Vell.
- Mimosa dicerastes Barneby
- Mimosa dichoneuta J.F. Macbr.
- Mimosa dichotoma Vell.
- Mimosa dichroa Barneby
- Mimosa didyma Vell.
- Mimosa diffusa Benth.
- Mimosa digitata Benth.
- Mimosa dimidiata Benth.
- Mimosa diminuta Marc. F. Simon & C.E. Hughes
- Mimosa dinklagei Harms
- Mimosa diplacantha Benth.
- Mimosa diplotricha C. Wright
- Mimosa diptera (Willd.) Poir.
- Mimosa discobola Barneby
- Mimosa discolor (Humb. & Bonpl. ex Willd.) Poir.
- Mimosa disperma Barneby
- Mimosa dispersa Benth.
- Mimosa distachya Cav.
- Mimosa distans Benth.
- Mimosa divaricata Jacq.
- Mimosa divergens Poir.
- Mimosa diversifolia Micheli
- Mimosa diversipila Micheli
- Mimosa djiringa Roxb.
- Mimosa dodonaeifolia Pers.
- Mimosa dodoniifolia Pers.
- Mimosa dolens Vell.
- Mimosa dolichocephala Harms
- Mimosa dolichopoda Harms ex Glaz.
- Mimosa dominarum Barneby
- Mimosa domingensis (Bertero ex DC.) Benth.
- Mimosa dominiciana Desv.
- Mimosa donnell-smithii (Britton & Rose) Standl. & Steyerm.
- Mimosa dormiens Humb. & Bonpl. ex Willd.
- Mimosa doylei Britton & Rose
- Mimosa dryandroides Taub.
- Mimosa duckei Huber
- Mimosa duclis Roxb.
- Mimosa dulcis Roxb.
- Mimosa dumetaria Villiers
- Mimosa dumetorum A. St.-Hil.
- Mimosa dumosa Roxb.
- Mimosa dupuyana M. Morales & Fortunato
- Mimosa dutrae Malme
- Mimosa dysocarpa Benth.
- Mimosa ebano Berland.
- Mimosa eburnea L. f.
- Mimosa echinocarpa Benth.
- Mimosa echinocaula Benth.
- Mimosa edulis Poir.
- Mimosa egregia Sandwith
- Mimosa ekmanii Urb.
- Mimosa elata Roxb.
- Mimosa elegans Andrews
- Mimosa elliptica Benth.
- Mimosa elongata Benth.
- Mimosa emarginata (Humb. & Bonpl. ex Willd.) Poir.
- Mimosa emirnensis Benth.
- Mimosa emoryana Benth.
- Mimosa endlichii Harms
- Mimosa endymionis Mart.
- Mimosa ensifolia Smith ex Pers.
- Mimosa entada L.
- Mimosa ephedroides (Gillies ex Hook. & Arn.) Benth.
- Mimosa epitropica Barneby & León de la Luz
- Mimosa equisetum Barneby
- Mimosa eriantha Poir.
- Mimosa erinacea Benth.
- Mimosa eriocarpa Benth.
- Mimosa eriocaulis Benth.
- Mimosa eriophylla Benth.
- Mimosa eriophylloides Hoehne
- Mimosa eriorrhachis Barneby
- Mimosa eriostachys Harms ex Glaz.
- Mimosa ernestii Harms
- Mimosa ervendbergii A. Gray
- Mimosa esculenta Sessé & Moc.
- Mimosa esmeraldae Britton ex Britton & Killip
- Mimosa eurycarpa B.L. Rob.
- Mimosa eurycarpoides B.L. Rob.
- Mimosa eurystegia Barneby ex M. Morales
- Mimosa exalbescens Barneby
- Mimosa excedentis Izag. & Beyhaut
- Mimosa expansa Pav. ex Benth.
- Mimosa extensa Benth.
- Mimosa extensissima Ducke
- Mimosa extranea Benth.
- Mimosa fachinalensis Burkart
- Mimosa fagaracantha Griseb.
- Mimosa fagifolia L.
- Mimosa falcata Dum. Cours.
- Mimosa falcipinna Benth.
- Mimosa falconis Barneby
- Mimosa farcta Sol. ex Russell
- Mimosa farinosa Griseb.
- Mimosa farisii Leonard ex Britton & Rose
- Mimosa farnesiana L.
- Mimosa fasciculata Poir.
- Mimosa fascifolia Rizzini
- Mimosa fastuosa Jacq.
- Mimosa fera Lour.
- Mimosa fernandezcasasii Barneby & Fortunato
- Mimosa ferricola R.R. Silva & A.M.G. Azevedo
- Mimosa ferrisiae Britton & Rose
- Mimosa ferruginea Rottler
- Mimosa fervida Mart.
- Mimosa fiebrigii Hassl.
- Mimosa filicifolia Lam.
- Mimosa filicina (Willd.) Poir.
- Mimosa filicioides Cav.
- Mimosa filiformis Benth.
- Mimosa filipes Mart.
- Mimosa filipetiola Burkart
- Mimosa flabellifolia Barneby
- Mimosa flagellaris Benth.
- Mimosa flagelliformis Vell.
- Mimosa flava Forssk.
- Mimosa flavescens Splitg.
- Mimosa flaviseta Benth.
- Mimosa flavocaesia Barneby
- Mimosa flexuosa (Humb. & Bonpl. ex Willd.) Poir.
- Mimosa flocculosa Burkart
- Mimosa floribunda Vent.
- Mimosa floridana (Chapm.) Weakley & Flores-Cruz
- Mimosa fluminensis Vell.
- Mimosa foetida Jacq.
- Mimosa foliolosa Benth.
- Mimosa fonticola Barneby
- Mimosa foreroana Santos-Silva & A.M.G. Azevedo
- Mimosa formosana Taub.
- Mimosa fragrans A. Gray
- Mimosa franciscana Benth.
- Mimosa fraxinea Poir.
- Mimosa frondosa B. Heyne & Wall.
- Mimosa fruticosa Roxb.
- Mimosa fuertensis Britton
- Mimosa furcata Desf.
- Mimosa furfuracea Benth.
- Mimosa galeottii Benth.
- Mimosa gardneri Benth.
- Mimosa gatesiae Barneby
- Mimosa geminata Moc. & Sessé ex DC.
- Mimosa gemmulata Barneby
- Mimosa gentryi Barneby
- Mimosa germana Standl. & L.O. Williams
- Mimosa gigas L.
- Mimosa giraffae Poir.
- Mimosa glaberrima Schumach. & Thonn.
- Mimosa glabra Benth.
- Mimosa glanduliseta Burkart
- Mimosa glandulosa Michx.
- Mimosa glauca L.
- Mimosa glaucescens Benth.
- Mimosa glaucula Barneby
- Mimosa glazioui Benth.
- Mimosa globosa (Gillies ex Hook. & Arn.) J.F. Macbr.
- Mimosa glomerata Forssk.
- Mimosa glutinosa Malme
- Mimosa glycyrrhizoides Barneby
- Mimosa goldmanii B.L. Rob.
- Mimosa gomezii Britton & Rose
- Mimosa gonoclada Benth.
- Mimosa goyazensis Benth.
- Mimosa gracilipes Harms
- Mimosa gracilis Benth.
- Mimosa grahamii A. Gray
- Mimosa graminiformis Chodat & Hassl.
- Mimosa grandidieri Baill.
- Mimosa grandiflora L'Hér.
- Mimosa grandisiliqua Vell.
- Mimosa grandistipula Herzog
- Mimosa grata (Willd.) Poir.
- Mimosa gratissima Larrañaga
- Mimosa guadalupensis Pers.
- Mimosa gualanensis B.L. Rob. & Bartlett
- Mimosa guanacastensis Standl.
- Mimosa guanchezii Barneby
- Mimosa guaranitica Chodat & Hassl.
- Mimosa guatemalensis (Hook. & Arn.) Benth.
- Mimosa guaviarensis Barneby
- Mimosa guayaquilensis Steud.
- Mimosa guianensis Aubl.
- Mimosa guilandinae (DC.) Barneby
- Mimosa guineensis Schumach. & Thonn.
- Mimosa guirocobensis Gentry
- Mimosa gummifera Broussonet ex Poiret
- Mimosa gymnas Barneby
- Mimosa gymnoloma Benth.
- Mimosa haavoa Villiers
- Mimosa habbas Delile
- Mimosa hadrocarpa Ant. Molina
- Mimosa haematoxylon Poir.
- Mimosa hafomantsina Villiers
- Mimosa hamat Willd.
- Mimosa hamata Willd.
- Mimosa hapaloclada Malme
- Mimosa harmsiana Glaz.
- Mimosa hassleriana Chodat
- Mimosa hatschbachii Barneby
- Mimosa hebecarpa Benth.
- Mimosa hebeclada Poir.
- Mimosa helvilleana Baill.
- Mimosa hemiendyta Rose & B.L. Rob.
- Mimosa herbacea Roxb.
- Mimosa herincquiana Micheli
- Mimosa heringeri Barneby
- Mimosa herzogii J.F. Macbr.
- Mimosa heterocarpa C. Presl
- Mimosa heterophylla (Willd.) Roxb.
- Mimosa heterotricha Burkart
- Mimosa hexandra Micheli
- Mimosa hexaphylla Salzm. ex Benth.
- Mimosa hilariana Barneby
- Mimosa hildebrandtii Drake
- Mimosa himalayana Gamble
- Mimosa hirsuta Moc. & Sessé ex G. Don
- Mimosa hirsuticaulis Harms
- Mimosa hirsutissima Mart.
- Mimosa hirta Vell.
- Mimosa hispida Willd.
- Mimosa hispidula Kunth
- Mimosa hoehneana Burkart
- Mimosa hondurana Britton
- Mimosa honesta Mart.
- Mimosa horrida L.
- Mimosa horridula Michx.
- Mimosa hortensis Barneby
- Mimosa hostilis (Mart.) Benth.
- Mimosa hostmannii Benth.
- Mimosa houstoniana Mill.
- Mimosa houstonii L'Hér.
- Mimosa huanchacae Barneby
- Mimosa huarinchi Sessé & Moc.
- Mimosa huberi Barneby
- Mimosa humifusa Benth.
- Mimosa humilis Humb. & Bonpl. ex Willd.
- Mimosa humivagans Barneby
- Mimosa hymenaeifolia (Humb. & Bonpl. ex Willd.) Poir.
- Mimosa hymenaeodes Rich.
- Mimosa hypnodes Barneby
- Mimosa hypoglauca Mart.
- Mimosa hystricina (Small ex Britton & Rose) B.L. Turner
- Mimosa hystricosa Brandegee
- Mimosa ignava Kunth
- Mimosa ikondensis Villiers
- Mimosa illinoensis Michx.
- Mimosa imbricata Benth.
- Mimosa implexa Benth.
- Mimosa inaequalis (Humb. & Bonpl. ex Willd.) Poir.
- Mimosa inamoena Benth.
- Mimosa incana (Spreng.) Benth.
- Mimosa incarum Barneby
- Mimosa incurialis Vell.
- Mimosa incurvata Afzel.
- Mimosa indica Pers.
- Mimosa inga L.
- Mimosa ingoides Rich.
- Mimosa inovisa Mart.
- Mimosa insidiosa Mart.
- Mimosa insidiosoides Hoehne
- Mimosa insignis (Hassl.) Barneby
- Mimosa intermedia Kunth
- Mimosa interrupta Benth.
- Mimosa intricata Benth.
- Mimosa intsia L.
- Mimosa invisa Mart. ex Colla
- Mimosa involucrata Benth.
- Mimosa ionema B.L. Rob.
- Mimosa iperoensis Hoehne
- Mimosa irrigua Barneby
- Mimosa irritabilis C. Presl
- Mimosa irwinii Barneby
- Mimosa itatiaiensis Dusén
- Mimosa ixiamensis Rusby
- Mimosa jacobita Barneby
- Mimosa jaenensis Särkinen, Marcelo-Peña & C.E. Hughes
- Mimosa jiramenensis H. Karst.
- Mimosa jiringa Jack
- Mimosa josephina Barneby
- Mimosa juglandifolia Poir.
- Mimosa julibrissin (Durazz.) Scop.
- Mimosa juliflora Sw.
- Mimosa juniperina Vent.
- Mimosa jupunba Poir.
- Mimosa kaeringa Baker
- Mimosa kalkora Roxb.
- Mimosa kalunga Marc. F. Simon & C.E. Hughes
- Mimosa kantuffa Poir.
- Mimosa kermesina Otto & A. Dietr.
- Mimosa killipii Britton & Rose ex Britton & Killip
- Mimosa kitrokala Villiers
- Mimosa kleinii Poir.
- Mimosa koeringa Roxb.
- Mimosa kuhlmannii Hoehne
- Mimosa kuhnisteroides Barneby
- Mimosa kuntzei Harms
- Mimosa lacerata Rose
- Mimosa lactiflua Delile ex Benth.
- Mimosa lacustris Bonpl.
- Mimosa laevigata (Humb. & Bonpl. ex Willd.) Poir.
- Mimosa lagunensis M.E. Jones
- Mimosa lamolina C.E. Hughes & G.P. Lewis
- Mimosa lanata Benth.
- Mimosa lanceolata (Humb. & Bonpl. ex Willd.) Poir.
- Mimosa langlassei Micheli
- Mimosa laniceps Barneby
- Mimosa lanuginosa Glaz. ex Burkart
- Mimosa lapiazicola R. Vig.
- Mimosa lasiocarpa Benth.
- Mimosa lasiocephala Benth.
- Mimosa lasiophylla Benth.
- Mimosa laticifera Rizzini & A. Mattos
- Mimosa latidens (Small) B.L. Turner
- Mimosa latifolia L.
- Mimosa latisiliqua L.
- Mimosa latispinosa Lam.
- Mimosa latronum L. f.
- Mimosa laurina Sw.
- Mimosa lawranceana Britton & Killip
- Mimosa laxa (Willd.) Poir.
- Mimosa laxiflora Benth.
- Mimosa lebbeck L.
- Mimosa leimonias Barneby & Fortunato
- Mimosa leiocarpa DC.
- Mimosa leiocephala Benth.
- Mimosa lemmonii A. Gray
- Mimosa lemniscata Barneby
- Mimosa lenis Vell.
- Mimosa lentiscifolia Pers.
- Mimosa leonardii Britton & Rose ex Rose & Leonard
- Mimosa lepidophora Rizzini
- Mimosa lepidorepens Burkart
- Mimosa lepidota Herzog
- Mimosa leprosa (Bong. ex Benth.) J.F. Macbr.
- Mimosa leptantha Benth.
- Mimosa leptocarpa Rose
- Mimosa leptocaulis Benth.
- Mimosa leptophylla Broussonet
- Mimosa leptorhachis Benth.
- Mimosa leucacantha Jacq.
- Mimosa leucaenoides Benth.
- Mimosa leucocephala Lam.
- Mimosa leucophala Lam.
- Mimosa leucophloea Roxb.
- Mimosa levenensis Drake
- Mimosa levigata Poir.
- Mimosa lewisii Barneby
- Mimosa lignosa Micheli
- Mimosa ligustrina Jacq.
- Mimosa limana Rizzini
- Mimosa lindheimeri A. Gray
- Mimosa lindleyi Burkart
- Mimosa linearis J.C. Wendl.
- Mimosa lingvatouana (Baill.) Villiers
- Mimosa linifolia Vent.
- Mimosa linlibrizin Buc'hoz
- Mimosa lithoreas Barneby
- Mimosa litigiosa Mart.
- Mimosa loeseneriana Glaz.
- Mimosa longepedunculata Taub.
- Mimosa longepetiolata Malme
- Mimosa longicaulis Ducke
- Mimosa longicoma Britton & Rose
- Mimosa longifolia Andrews
- Mimosa longipes Benth.
- Mimosa longipinna Benth.
- Mimosa longiracemosa (Burkart) Barneby
- Mimosa longisiliqua Lam.
- Mimosa longissima Nois. ex Steudel
- Mimosa longistipula V.F. Dutra & F.C.P. Garcia
- Mimosa lophantha Pers.
- Mimosa lorentzii Griseb.
- Mimosa loxensis Barneby
- Mimosa luciana Barneby
- Mimosa lucida Vahl
- Mimosa lucidula Benth.
- Mimosa luisana Brandegee
- Mimosa lundiana Benth.
- Mimosa lupinoides Chodat & Hassl.
- Mimosa lupulina Benth.
- Mimosa lusoria Vell.
- Mimosa lycopodioides Desf.
- Mimosa macedoana Burkart
- Mimosa macracantha (Humb. & Bonpl. ex Willd.) Poir.
- Mimosa macrocalyx Micheli
- Mimosa macrocephala Benth.
- Mimosa macroloba (Willd.) Poir.
- Mimosa macrophylla (Humb. & Bonpl. ex Willd.) Poir.
- Mimosa macropogon Barneby
- Mimosa macrostachya Poir.
- Mimosa macrostachys Vahl
- Mimosa madagascariensis G. Don
- Mimosa magentea Izag. & Beyhaut
- Mimosa maguirei Barneby
- Mimosa mahilakensis Villiers
- Mimosa mainaea Villiers
- Mimosa malacocarpa (B.L. Rob.) Britton & Rose
- Mimosa malacocentra (Mart.) Benth.
- Mimosa malacophylla A. Gray
- Mimosa malitiosa Mart.
- Mimosa mangensis Jacq.
- Mimosa mangium G. Forst.
- Mimosa manidea Barneby
- Mimosa manomboensis Lefevre & Labat
- Mimosa mansii Mart.
- Mimosa manzanilloana Rose
- Mimosa maracayuensis Chodat & Hassl.
- Mimosa margaritae Rose
- Mimosa marginata Lam.
- Mimosa martensis Britton & Rose
- Mimosa martindelcampoi Medrano
- Mimosa martiusiana Steud.
- Mimosa mascarenensis Spreng.
- Mimosa mauroceana Desf.
- Mimosa maxonii Standl.
- Mimosa mazatlana M.E. Jones
- Mimosa medioxima Barneby
- Mimosa megalodena Poir.
- Mimosa melanocarpa Benth.
- Mimosa melanoxylon Poir.
- Mimosa melanoxylum Poir.
- Mimosa mellifera Vahl
- Mimosa mellii Britton & Rose
- Mimosa membranulacea Blanco
- Mimosa menabeensis R. Vig.
- Mimosa mensicola Barneby
- Mimosa meticulosa Mart.
- Mimosa mexicana (Hemsl. & Rose) M.E. Jones
- Mimosa mexiquitensis Britton
- Mimosa miamensis Roxb.
- Mimosa micheliana B.L. Rob.
- Mimosa michoacanensis Sessé & Moc.
- Mimosa micracantha Benth.
- Mimosa micrantha M. Vahl ex Walp.
- Mimosa microcantha Poir.
- Mimosa microcarpa Benth.
- Mimosa microcephala Humb. & Bonpl. ex Willd.
- Mimosa microphylla Dryand.
- Mimosa micropteris Benth.
- Mimosa millefoliata Scheele
- Mimosa minarum Barneby
- Mimosa minima Burkart
- Mimosa minutifolia B.L. Rob. & Greenm.
- Mimosa miranda Barneby
- Mimosa misera Benth.
- Mimosa mitzi V.F. Dutra & F.C.P. Garcia
- Mimosa mixtecana Brandegee
- Mimosa moaensis Britton & P. Wilson in Britton & Rose
- Mimosa modesta Mart.
- Mimosa mogolensis Burkart
- Mimosa mollis Benth.
- Mimosa mollissima (Humb. & Bonpl. ex Willd.) Poir.
- Mimosa monacantha Poir.
- Mimosa monacensis Barneby
- Mimosa monadelpha Chodat & Hassl.
- Mimosa monancistra Benth.
- Mimosa monclovensis R. Grether & Marc. F. Simon
- Mimosa monilifera Bertol.
- Mimosa moniliformis (Britton & Rose) R. Grether & Barneby
- Mimosa monjollo Vell.
- Mimosa montana Kunth
- Mimosa monticola Dusén
- Mimosa montis-carasae Barneby
- Mimosa moreliensis (Britton) Bullock
- Mimosa mornicola Urb.
- Mimosa morongii Britton
- Mimosa morroensis Barneby
- Mimosa mossambicensis Brenan
- Mimosa mucronulata Hort. ex Dum.-Cours.
- Mimosa multiceps Barneby
- Mimosa multiglandulosa Humb. ex Sprengel
- Mimosa multipinna Benth.
- Mimosa multiplex Benth.
- Mimosa multispinoides Harms ex Glaz.
- Mimosa murex Barneby
- Mimosa muricata L.
- Mimosa musa Vell.
- Mimosa mutabilis Roxb.
- Mimosa myriacantha Baker
- Mimosa myriadenia (Benth.) Benth.
- Mimosa myriocephala Baker
- Mimosa myrioglandulosa V.F. Dutra & F.C.P. Garcia
- Mimosa myriophylla Bong. ex Benth.
- Mimosa myrtifolia Sm.
- Mimosa myuros Barneby
- Mimosa namorokensis R. Vig.
- Mimosa nanchititlana R. Grether & Barneby
- Mimosa natans L. f.
- Mimosa nellyrenza B. Heyne & Wall.
- Mimosa nelsonii B.L. Rob.
- Mimosa nemu Poir.
- Mimosa nepalensis Hoffmanns.
- Mimosa neptunioides Harms
- Mimosa nepuria Blume ex Miq.
- Mimosa nervosa Bong. ex Benth.
- Mimosa neuroloma Benth.
- Mimosa niederleinii Burkart
- Mimosa nigra Huber
- Mimosa nigricans Labill.
- Mimosa nilotica L.
- Mimosa niomarlei Afr. Fern.
- Mimosa niopo (Humb. & Bonpl. ex Willd.) Poir.
- Mimosa nissobiensis Benth.
- Mimosa nitens Benth.
- Mimosa nitida Vahl
- Mimosa nitidula Barneby
- Mimosa nivea Sessé & Moc.
- Mimosa nobilis Poir.
- Mimosa nodosa L.
- Mimosa nossibiensis Benth.
- Mimosa notata Steud.
- Mimosa nothacacia Barneby
- Mimosa nothopteris Barneby
- Mimosa nuda Benth.
- Mimosa nudiflora Richard ex Poiret
- Mimosa nutans Pers.
- Mimosa nuttallii (DC. ex Torr. & A. Gray) B.L. Turner
- Mimosa nycteridis Barneby
- Mimosa oaxacana Britton & Rose
- Mimosa obliqua J.C. Wendl.
- Mimosa oblonga Benth.
- Mimosa obovata Benth.
- Mimosa obstrigosa Burkart
- Mimosa obtusa (Humb. & Bonpl. ex Willd.) Poir.
- Mimosa obtusifolia Willd.
- Mimosa occidentalis Britton & Rose
- Mimosa octandra Roxb.
- Mimosa octophylla Sessé & Moc.
- Mimosa odoratissima L. f.
- Mimosa oedoclada Barneby
- Mimosa oerfota Forssk.
- Mimosa oligacantha DC.
- Mimosa oligophylla Micheli
- Mimosa oligosperma Barneby
- Mimosa onilahensis R. Vig.
- Mimosa ophthalmocentra Mart. ex Benth.
- Mimosa orbignyana Barneby
- Mimosa orfora Steud.
- Mimosa orinocoensis Barneby
- Mimosa orthacantha Benth.
- Mimosa orthocarpa Spruce ex Benth.
- Mimosa osmarii Jordão, M.P. Morim, Baumgratz & Marc. F. Simon
- Mimosa ostenii Speg. ex Burkart
- Mimosa ourobrancoensis Burkart
- Mimosa ouyrarema Aubl.
- Mimosa ouyratama Vitman
- Mimosa pabstiana Barneby
- Mimosa pacay Aubl.
- Mimosa pachecensis S. Moore
- Mimosa pachycarpa Benth.
- Mimosa pachycarpoides Malme
- Mimosa pacoba Vell.
- Mimosa pallida (Humb. & Bonpl. ex Willd.) Poir.
- Mimosa palmeri Rose
- Mimosa palmetorum Barneby
- Mimosa palpitans Humb. & Bonpl. ex Willd.
- Mimosa paludosa Benth.
- Mimosa panamensis (Benth.) Standl.
- Mimosa paniculata (Willd.) Poir.
- Mimosa papposa Benth.
- Mimosa paradoxa Dum. Cours.
- Mimosa parae Poir.
- Mimosa paraguariae Micheli
- Mimosa paraibana Barneby
- Mimosa paraizensis Taub.
- Mimosa paranapiacabae Barneby
- Mimosa parapitiensis Burkart
- Mimosa paratyensis Vell.
- Mimosa parota Sessé & Moc.
- Mimosa parviceps Barneby
- Mimosa parvifolia Sw.
- Mimosa parvifoliolata Alain
- Mimosa parvipinna Benth.
- Mimosa patula Poir.
- Mimosa paucifolia Benth.
- Mimosa paucifoliolata Micheli
- Mimosa paucijuga (Britton & Rose) B.L. Turner
- Mimosa pauciseta Benth.
- Mimosa paucisperma Britton & Rose
- Mimosa paulii Barneby
- Mimosa paupera Benth.
- Mimosa pauperiodes (Burkart) Fortunato
- Mimosa pauperioides (Burkart) Fortunato
- Mimosa pectinata (Humb. & Bonpl. ex Willd.) Poir.
- Mimosa pectinatipinna Burkart
- Mimosa pedersenii Barneby
- Mimosa peduncularis Bong. ex Benth.
- Mimosa pedunculata (Willd.) Poir.
- Mimosa pedunculosa Micheli
- Mimosa pellacantha Meyen
- Mimosa pellita Humb. & Bonpl. ex Willd.
- Mimosa pendula (Willd.) Poir.
- Mimosa pennata L.
- Mimosa pentagona Schumach. & Thonn.
- Mimosa per-dusenii Burkart
- Mimosa peregrina L.
- Mimosa pernambucana L.
- Mimosa perplicata L.M. Borges
- Mimosa peruviana Poir.
- Mimosa petiolaris Benth.
- Mimosa petraea Chodat & Hassl.
- Mimosa philicoides Cav. ex Steud.
- Mimosa phyllocantha Pers.
- Mimosa phyllodinea Benth.
- Mimosa pigra L.
- Mimosa pilifera Glaz.
- Mimosa piliflora Sw.
- Mimosa pilosa Lour.
- Mimosa pilosiuscula DC.
- Mimosa pilosula Rich.
- Mimosa pilulifera Benth.
- Mimosa pinetorum Standl.
- Mimosa pinifolia Page
- Mimosa piptoptera Barneby
- Mimosa piresii Barneby
- Mimosa piscatorum Barneby
- Mimosa pistaciifolia Willd.
- Mimosa pithecolobioides Benth.
- Mimosa pittieri Micheli
- Mimosa plana Vell.
- Mimosa planaltoana Harms ex Glaz.
- Mimosa planifrons Koenig ex Wight & Arn.
- Mimosa planitei Villiers
- Mimosa platycarpa Benth.
- Mimosa platyloma Benth.
- Mimosa platyphylla Benth.
- Mimosa plena L.
- Mimosa plumiifolia Kleinhoonte
- Mimosa plumosa Micheli
- Mimosa pluriracemosa Burkart
- Mimosa poculata Barneby
- Mimosa podocarpa Benth.
- Mimosa pogocephala Benth.
- Mimosa pogonoclada Benth.
- Mimosa pohlii Benth.
- Mimosa polyacantha Willd.
- Mimosa polyancistra Benth.
- Mimosa polyantha Benth.
- Mimosa polyanthoides B.L. Rob.
- Mimosa polycarpa Kunth
- Mimosa polycephala Benth.
- Mimosa polychaeta Malme
- Mimosa polydactyla Humb. & Bonpl. ex Willd.
- Mimosa polydema Harms ex Glaz.
- Mimosa polydidyma Barneby
- Mimosa polyphylla Poir.
- Mimosa polystachia L.
- Mimosa polystachya L.
- Mimosa porrecta Jordão, M.P. Morim & Baumgratz
- Mimosa portoricensis Jacq.
- Mimosa potosina (Britton & Rose) B.L. Turner
- Mimosa prainiana Gamble
- Mimosa pratincola Barneby
- Mimosa pringlei S. Watson
- Mimosa prionopus Barneby
- Mimosa procera Roxb.
- Mimosa procumbens Bojer
- Mimosa procurrens Benth.
- Mimosa prolifica S. Watson
- Mimosa prorepens Barneby
- Mimosa pseudincana Burkart
- Mimosa pseudo-obovata Taub.
- Mimosa pseudocallosa Burkart
- Mimosa pseudofoliolosa Barneby
- Mimosa pseudolepidota (Burkart) Barneby
- Mimosa pseudopaniculata Britton
- Mimosa pseudopetiolaris Barneby
- Mimosa pseudoradula Glaz. ex Barneby
- Mimosa pseudoschinus I.M. Johnst.
- Mimosa pseudosepiaria Harms
- Mimosa pseudosetosa Marc. F. Simon & C.E. Hughes
- Mimosa pseudotrachycarpa Barneby
- Mimosa psilocarpa B.L. Rob.
- Mimosa psittacina Barneby
- Mimosa psoralea (DC.) Benth.
- Mimosa ptericina Poir.
- Mimosa pteridifolia Benth.
- Mimosa pterocarpa Lam.
- Mimosa puberula Benth.
- Mimosa pubescens Vent.
- Mimosa pubifera Poir.
- Mimosa pubigera Hort. Paris ex Poiret
- Mimosa pudibunda Willd.
- Mimosa pudica L.
- Mimosa pueblensis R. Grether
- Mimosa pulchella Poir.
- Mimosa pulcherrima (Willd.) Poir.
- Mimosa pulchra Dum. Cours.
- Mimosa pulverulenta Urb.
- Mimosa pumila Schltdl.
- Mimosa pumilio Barneby
- Mimosa punctata L.
- Mimosa punctulata Spruce ex Benth.
- Mimosa pungens (Humb. & Bonpl. ex Willd.) Poir.
- Mimosa pungentissima Ducke
- Mimosa purpurascens B.L. Rob.
- Mimosa purpurea L.
- Mimosa purpusii Brandegee
- Mimosa pusilla Benth.
- Mimosa pusilliceps Barneby
- Mimosa pycnocoma Benth.
- Mimosa pyrenea Taub.
- Mimosa pyrrhopila Harms ex Glaz.
- Mimosa quadrangularis Vell.
- Mimosa quadrijuga Salzm. ex Benth.
- Mimosa quadrivalvis L.
- Mimosa quassiifolia (Willd.) Poir.
- Mimosa quitensis Benth.
- Mimosa racemosa Schltdl.
- Mimosa radula Benth.
- Mimosa ramboi Burkart
- Mimosa ramentacea Burkart
- Mimosa ramosissima Benth.
- Mimosa ramulosa Benth.
- Mimosa rastrera Atahuachi & C.E. Hughes
- Mimosa rava Barneby
- Mimosa recordii Britton & Rose
- Mimosa reduviosa Barneby
- Mimosa reflexa Harms ex Glaz.
- Mimosa regina Barneby
- Mimosa regnellii Benth.
- Mimosa rekoana Britton
- Mimosa remansoana Harms
- Mimosa remota Benth.
- Mimosa reptans Benth.
- Mimosa resinifera Britton
- Mimosa reticulata Herb. Wight ex Wallich
- Mimosa retrorsa Benth.
- Mimosa retusa Jacq.
- Mimosa reversa Sieber ex Steud.
- Mimosa revoluta (Kunth) Benth.
- Mimosa rheiptera Barneby
- Mimosa rhodacantha Pers.
- Mimosa rhodocarpa (Britton & Rose) R. Grether
- Mimosa rhododactyla B.L. Rob.
- Mimosa rhodostachya (Benth.) Benth.
- Mimosa rhodostegia Barneby
- Mimosa rhoifolia Poir.
- Mimosa rhombifolia Pers.
- Mimosa riedelii Benth.
- Mimosa rigescens Benth.
- Mimosa rigida Benth.
- Mimosa rigidicaulis Burkart
- Mimosa riverensis Izag. & Beyhaut
- Mimosa rixosa Mart.
- Mimosa robusta R. Grether
- Mimosa rocae Lorentz & Niederl.
- Mimosa roemeriana Scheele
- Mimosa rojasii Hassl.
- Mimosa rokatavensis Villiers
- Mimosa rondoniana Hoehne
- Mimosa rosariensis N.F. Mattos
- Mimosa rosea Vahl
- Mimosa rosei B.L. Rob.
- Mimosa roseoalba Sav.-Cout. & G.P. Lewis
- Mimosa rostrata (Humb. & Bonpl. ex Willd.) Poir.
- Mimosa rottleri Spreng.
- Mimosa rotundata Sessé & Moc.
- Mimosa rubicaulis Lam.
- Mimosa rubiginosa Rich.
- Mimosa rubra V.F. Dutra & F.C.P. Garcia
- Mimosa rubricaulis Baker
- Mimosa rudis Benth.
- Mimosa rufescens Benth.
- Mimosa rufipila Benth.
- Mimosa rugata Lam.
- Mimosa rupertiana B.L. Turner
- Mimosa rupestris Benth.
- Mimosa rusbyana Barneby & Fortunato
- Mimosa rutaefolia Nois. ex Steudel
- Mimosa sabulicola Chodat & Hassl.
- Mimosa sagotiana Benth.
- Mimosa saligna Labill.
- Mimosa salinarum Vahl
- Mimosa saman Jacq.
- Mimosa sanguinolenta Barneby
- Mimosa santanderensis Britton & Rose ex Britton & Killip
- Mimosa sapindoides (Willd.) Poir.
- Mimosa saponaria Lour.
- Mimosa sarmentosa Pers.
- Mimosa sassa (Baillon ex Drake) Poir.
- Mimosa savokaea Villiers
- Mimosa scaberrima Hoehne
- Mimosa scabrella Benth.
- Mimosa scalpens Standl.
- Mimosa scandens L.
- Mimosa sceptrum Barneby
- Mimosa schininii M. Morales, Grohar & Fortunato
- Mimosa schleidenii Herter
- Mimosa schomburgkii Benth.
- Mimosa schrankioides Benth.
- Mimosa schwackeana Taub. ex Glaz.
- Mimosa scolopendra Nois. ex Steudel
- Mimosa scorpioides Forssk.
- Mimosa scutifera Blanco
- Mimosa seeressa Steud.
- Mimosa sejal Forssk.
- Mimosa selloi (Benth.) Benth.
- Mimosa semialata Vell.
- Mimosa semicordata Roxb.
- Mimosa semispinosa L.
- Mimosa senegal L.
- Mimosa senegalensis Houtt.
- Mimosa sensibilis Griseb.
- Mimosa sensitiva L.
- Mimosa sepiaria Benth.
- Mimosa septentrionalis Sessé & Moc.
- Mimosa sericantha Benth.
- Mimosa sericea Poir.
- Mimosa serpens Chodat & Hassl.
- Mimosa serpensetosa L.M. Borges
- Mimosa serra Burkart
- Mimosa sesquijugata Donn. Sm.
- Mimosa sessilis Vell.
- Mimosa seticuspis Barneby
- Mimosa setifera Pilg.
- Mimosa setigera Britton & Rose
- Mimosa setipes Benth.
- Mimosa setistipula Benth.
- Mimosa setosa Benth.
- Mimosa setosissima Taub.
- Mimosa setuligera Harms
- Mimosa setuliseta Villarreal
- Mimosa seyal DC.
- Mimosa sicaria Hoffmanns.
- Mimosa sicyocarpa B.L. Rob.
- Mimosa similis Britton & Rose
- Mimosa simplex Sparrm.
- Mimosa simplicifolia L. f.
- Mimosa simplicissima Barneby
- Mimosa simulans Burkart
- Mimosa sinaloensis Britton & Rose
- Mimosa sinemariensis Aubl.
- Mimosa sinuata Lour.
- Mimosa sirissa Roxb.
- Mimosa skinneri Benth.
- Mimosa skleroxyla Poir.
- Mimosa smithiana Roxb.
- Mimosa snaguinea Bruce
- Mimosa sobralii Grings & Ribas
- Mimosa somnambulans Barneby
- Mimosa somnians Humb. & Bonpl. ex Willd.
- Mimosa somniculosa Kunth
- Mimosa sophorae Labill.
- Mimosa soratensis Benth.
- Mimosa sordida Benth.
- Mimosa sotoi R. Grether & V.W. Steinm.
- Mimosa sousae R. Grether
- Mimosa sparsa Benth.
- Mimosa sparsiformis Barneby
- Mimosa speciosa Jacq.
- Mimosa speciosissima Taub.
- Mimosa spectabilis Vahl
- Mimosa spegazzinii Pirotta
- Mimosa spicata E. Mey.
- Mimosa spiciflora H. Karst.
- Mimosa spinaefolia Poir.
- Mimosa spinisiliqua Klein ex Poiret
- Mimosa spinosissima Poir.
- Mimosa spiriflora Müll. Hal.
- Mimosa spirocarpa Rose
- Mimosa spixiana Barneby
- Mimosa splendens (Willd.) Poir.
- Mimosa splendida Barneby
- Mimosa sprengelii DC.
- Mimosa spruceana Benth.
- Mimosa spuria (Humb. & Bonpl. ex Willd.) Poir.
- Mimosa staminea Thunb.
- Mimosa standleyi J.F. Macbr.
- Mimosa steinbachii Harms
- Mimosa stellata Forssk.
- Mimosa stenoptera Benth.
- Mimosa stephaniana M. Bieb.
- Mimosa stipitata B.L. Rob.
- Mimosa stipulacea Roxb.
- Mimosa stipularis Bong. ex Benth.
- Mimosa stipulata Roxb.
- Mimosa stolonifera Perr. ex DC.
- Mimosa striata (Benth.) Speg.
- Mimosa striato-stipula Steud.
- Mimosa stricta Andrews
- Mimosa strigillosa Torr. & A. Gray
- Mimosa strigosa Pers.
- Mimosa strobiliflora Burkart
- Mimosa strombulifera Lam.
- Mimosa struthionoptera Barneby
- Mimosa studartiana Huber
- Mimosa stuhlmannii Harms
- Mimosa stylosa Barneby
- Mimosa suaveolens Salisb.
- Mimosa subenervis Benth.
- Mimosa suberosa Atahuachi & C.E. Hughes
- Mimosa subinermis (S. Watson) B.L. Turner
- Mimosa subnervosa Pavon ex Benth.
- Mimosa subsericea Benth.
- Mimosa suburbana Barneby
- Mimosa subvestita Benth.
- Mimosa suffruticosa (Vatke) Drake
- Mimosa sulcata Poir.
- Mimosa suma Roxb.
- Mimosa sundra Roxb.
- Mimosa supersetosa Burkart
- Mimosa supravisa Barneby
- Mimosa surumuensis Harms
- Mimosa tacimbensis Burkart
- Mimosa tacuarembensis Arechav.
- Mimosa taimbensis Burkart
- Mimosa tamarindifolia L.
- Mimosa tamariscifolia Steud.
- Mimosa tamariscina B. Heyne & Wall.
- Mimosa tanalarum R. Vig.
- Mimosa tandilensis Speg.
- Mimosa tarda Barneby
- Mimosa taxifolia (Willd.) Poir.
- Mimosa tejupilcana R. Grether & Martínez-Bernal
- Mimosa teledactyla Donn. Sm.
- Mimosa tenuiflora (Willd.) Poir.
- Mimosa tenuifolia L.
- Mimosa tenuipendula Burkart
- Mimosa tenuis Vell.
- Mimosa tequilana S. Watson
- Mimosa tergemina L.
- Mimosa terminalis Salisb.
- Mimosa ternata Pers.
- Mimosa terribilis Marchiori & Sobral ex Schmidt Silveira & Miotto
- Mimosa tessmannii Harms
- Mimosa tetragona Poir.
- Mimosa tetrandra Humb. & Bonpl. ex Willd.
- Mimosa tetraneura Brandegee
- Mimosa tetraphylla Vell.
- Mimosa texana (A. Gray) Small
- Mimosa thermarum Barneby
- Mimosa thomista Barneby
- Mimosa thyrsoidea Griseb.
- Mimosa tobagensis Urb.
- Mimosa tobatiensis Barneby & Fortunato
- Mimosa tocantina Taub.
- Mimosa tomentosa Rottler
- Mimosa torquata Cav.
- Mimosa torresiae R. Grether
- Mimosa torta Roxb.
- Mimosa tortilis Forssk.
- Mimosa tortuosa L.
- Mimosa tovarensis Benth.
- Mimosa townsendii Barneby
- Mimosa trachycarpa Benth.
- Mimosa trachycephala Benth.
- Mimosa trapezifolia Vahl
- Mimosa tremula Benth.
- Mimosa trianae Benth.
- Mimosa tricephala Schltdl. & Cham.
- Mimosa trichocephala Benth.
- Mimosa trichodes Jacq.
- Mimosa triflora (G. Don) Pavon ex Benth.
- Mimosa trijuga Benth.
- Mimosa trinerva V.F. Dutra & F.C.P. Garcia
- Mimosa trinervis Desf.
- Mimosa triphylla Vell.
- Mimosa trisperma Vell.
- Mimosa troncosoae Fortunato & Barneby
- Mimosa tropezifolia Roxb.
- Mimosa trunca Sessé & Moc.
- Mimosa tucumensis Barneby ex Ribas, M. Morales & Santos-Silva
- Mimosa turneri Barneby
- Mimosa tweedieana Barneby ex Glazier & Mackinder
- Mimosa ulbrichiana Harms
- Mimosa ulei Taub.
- Mimosa ulicifolia Salisb.
- Mimosa ulicina Benth.
- Mimosa uliginosa Chodat & Hassl.
- Mimosa umbellata Vahl
- Mimosa umbellifera Vahl
- Mimosa umbrifera Banks ex Wight & Arn.
- Mimosa uncinata Sessé & Moc.
- Mimosa uncinella Poir.
- Mimosa unguis-cati L.
- Mimosa uniceps Barneby
- Mimosa unijuga Duchass. & Walp.
- Mimosa uninervis (Chodat & Hassl.) Hassl.
- Mimosa unipinnata B.D. Parfitt & Pinkava
- Mimosa uraguensis Hook. & Arn.
- Mimosa urandiensis Santos-Silva, Marc. F. Simon & A.M.G. Azevedo
- Mimosa urbaniana Glaz.
- Mimosa uribeana Barneby
- Mimosa ursina Mart.
- Mimosa ursinoides Harms
- Mimosa urticaria Barneby
- Mimosa vaga L.
- Mimosa vasquezii Britton & Rose
- Mimosa velascoensis Harms
- Mimosa vellosiella Herter
- Mimosa velloziana Mart.
- Mimosa velutina (Willd.) Poir.
- Mimosa venatorum Barneby
- Mimosa venusta Poir.
- Mimosa venustula Dum. Cours.
- Mimosa vepres Lindm.
- Mimosa verecunda Benth.
- Mimosa vernicosa Bong. ex Benth.
- Mimosa verrucosa Benth.
- Mimosa verticillata L'Hér.
- Mimosa vestita Benth.
- Mimosa vexans Barneby
- Mimosa vialis Benth.
- Mimosa vilersii Drake
- Mimosa villosa Sw.
- Mimosa violacea Bonpl. ex Ten.
- Mimosa viperina Marc. F. Simon & C.E. Hughes
- Mimosa virescens (DC.) Poir.
- Mimosa virgata L.
- Mimosa virgula Barneby
- Mimosa virgultosa Vahl
- Mimosa viscida Willd.
- Mimosa viscosa
- Mimosa viva L.
- Mimosa volubilis Villiers
- Mimosa warmingii Benth.
- Mimosa warnockii B.L. Turner
- Mimosa waterlotii R. Vig.
- Mimosa watsonii B.L. Rob.
- Mimosa weberbaueri Harms
- Mimosa weddelliana Benth.
- Mimosa wherryana (Britton) Standl.
- Mimosa widgrenii Harms
- Mimosa willdenowii Poir.
- Mimosa williamsii Rusby
- Mimosa wilsonii Standl.
- Mimosa woodii Atahuachi & C.E. Hughes
- Mimosa woony B. Heyne & Wall.
- Mimosa wootonii Standl.
- Mimosa wrightii A. Gray
- Mimosa xanthocentra Mart.
- Mimosa xantholasia Benth.
- Mimosa xanti A. Gray
- Mimosa xavantinae Barneby
- Mimosa xerophytica Schery
- Mimosa xinguensis Ducke
- Mimosa xiquexiquensis Barneby
- Mimosa xochipalensis R. Grether
- Mimosa xylocarpa Roxb.
- Mimosa yaguaronensis Larrañaga
- Mimosa ynga Vell.
- Mimosa zacapana Standl. & Steyerm.
- Mimosa zimapanensis Britton
- Mimosa zygophylla Benth.